# Protesta feminista en México de 2020

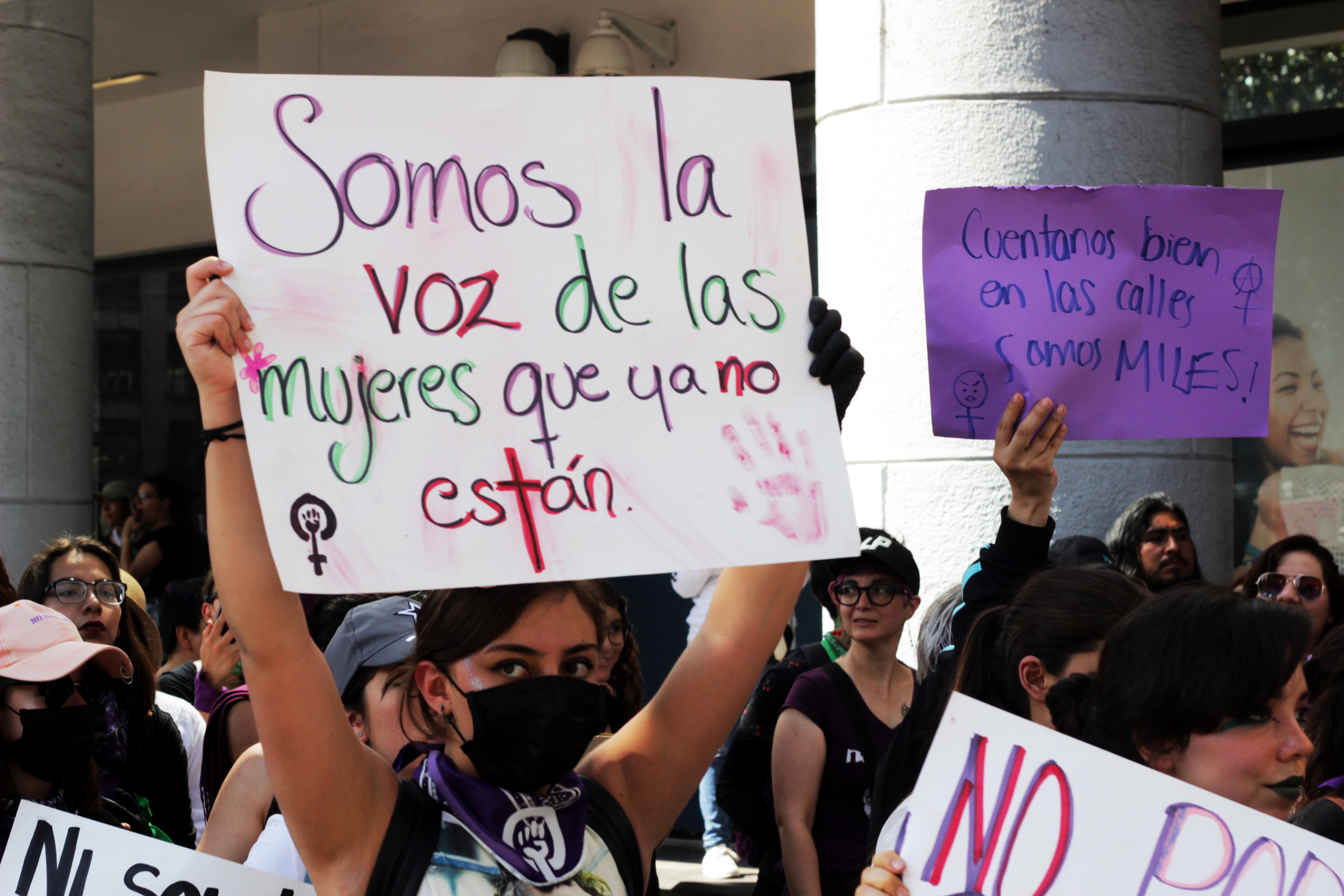
Se reportó una afluencia de alrededor de 80 mil personas durante la manifestación del 8 de marzo y una participación colectiva en torno a 22 millones de mujeres durante el paro nacional.

La protesta feminista en México de 2020, conocida popularmente bajo los identificadores #UnDíaSinNosotras o #UnDíaSinMujeres, fue un movimiento organizado por colectivos feministas durante los días 7, 8 y 9 de marzo de 2020, como parte de la Huelga Internacional de Mujeres debido al Día Internacional de la Mujer.  Las protestas se realizaron para crear conciencia de la función de las mujeres en la sociedad, alentando a las personas a abstenerse de trabajar, gastar dinero, y en particular, utilizar distintivos como pañuelos verdes (símbolo de proelección) o morados.

## Antecedentes
En Islandia, el 24 de octubre de 1975, se llevó a cabo una huelga nacional conocida como "El Día Libre de las Mujeres", como forma de protesta ante la brecha salarial entre géneros. La huelga registró una concurrencia en torno a 25 mil personas y una participación de más del 90% de la población representada por mujeres en el paro nacional. De acuerdo a autores, las protestas provocaron que en las elecciones presidenciales de Islandia de 1980, Vigdís Finnbogadóttir fuese la primera mujer en el mundo en ser elegida por sufragio universal.

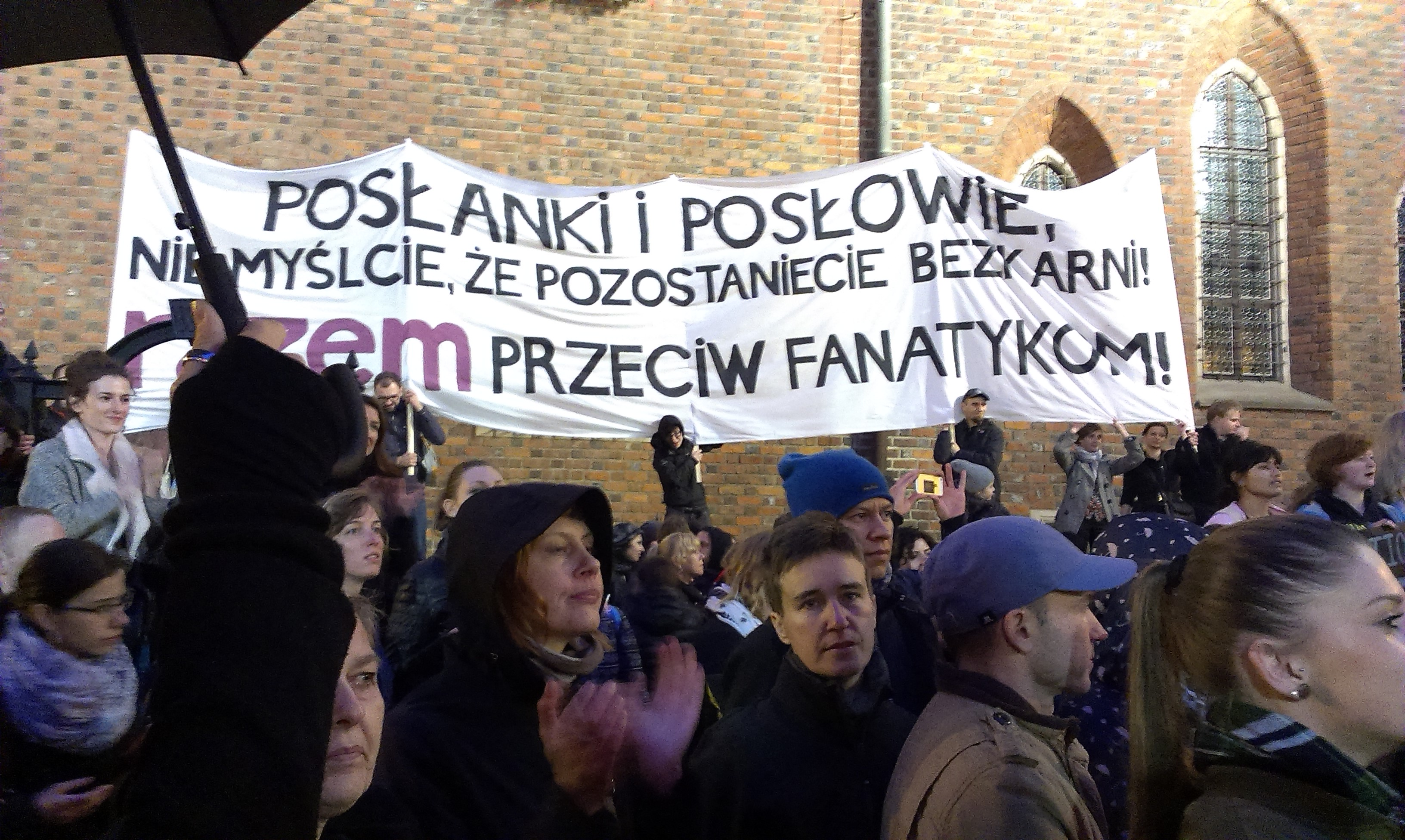
Lunes negro en Breslavia.

En Polonia, el 3 de octubre de 2016, se creó la Huelga Nacional de Mujeres, después de que el parlamento polaco rechazara la ley cívica del Comité Save the Women (Salvar a la mujer), la cual tenía por objeto despenalizar el aborto. La Huelga Nacional de Mujeres planificó asambleas y comités en 147 localidades bajo el lema "Lunes negro", en las cuales se registró una participación de 98 mil personas a nivel nacional y 200 mil a nivel mundial. El 6 de octubre de 2016 el parlamento polaco rechazó el proyecto de ley "Alto al aborto".
El 19 de octubre de 2016 se produjo una protesta bajo el identificador #NiUnaMenos contra el feminicidio en Argentina, una respuesta a gran escala al asesinato de Lucía Pérez, de 16 años. Se realizaron demostraciones similares en otros países de América Latina, incluidos México, El Salvador, Chile, Brasil, entre otros. Debido a la unión de países como Polonia y Argentina, la Huelga Internacional de Mujeres se formó en 2017. Fue coordinada por mujeres polacas y permitió a los grupos expresar sus demandas. Esto llevó a grandes huelgas anuales en algunos países, realizadas durante el Día Internacional de la Mujer.
En Estados Unidos, el 8 de marzo de 2018, colectivos de mujeres organizaron un movimiento llamado Day Without A Woman (Día sin una mujer), convocando a las mujeres a una huelga para protestar en contra de las políticas de la administración de Donald Trump.

Estadística histórica de 1990 a 2018 de defunciones por homicidios clasificados por sexo en México.

El motivo de la protesta en México fueron las crecientes estadísticas en feminicidios y violencia de género. De acuerdo a estudios del Instituto para la Economía y la Paz los hombres representan el mayor porcentaje de víctimas de delito, además de ser los responsables de la mayor parte de estos. Datos del Foro Económico Mundial explanan que México avanzó del lugar 98 al 124 en el aspecto de brecha de género durante 2019. Acorde a estadísticas, la violencia de género en México tiene un costo de alrededor de 9.870 millones de dólares, equivalente con el 1.5% del PIB de dicho país. Cada año se realiza una marcha por el Día Internacional de la Mujer bajo el hashtag #8m con consignas que se pronuncian en contra de la violencia por razón de género contra las mujeres, por lo que se sumó el Paro Internacional de Mujeres dando fuerza a la convocatoria y logrando récords de asistencia de miles de personas en varias ciudades del país.

## Protesta
El 18 de febrero de 2020 el colectivo feminista de Veracruz, Brujas del mar, emitió una convocatoria para realizar una manifestación y paro nacional de mujeres los días 8 y 9 de marzo respectivamente.

### 7 de marzo
Un grupo de mujeres de toda la república mexicana se sumaron a las protestas feministas relacionadas con el Día Internacional de la Mujer realizando una Cadena Feminista que emuló a una protesta realizada en España Cadena Humana realizada por 8 mil mujeres para dar inicio a los protestas feministas hacia el 8 de marzo.
Mujeres de 33 ciudades de 25 estados en México se reunieron en las partes más representativas de sus municipios, para visibilizar y decir #YaBasta a los distintos tipos de violencia hacia las mujeres. fueron alrededor de 4,700 mujeres que de manera simultánea hicieron presencia física con atuendos morados y pancartas, así como de forma virtual, usando el HT #CadenaFeministaMX

### 8 de marzo
La Asamblea Feminista Juntas y Organizadas, anunció la realización de una marcha el 8 de marzo de 2020, iniciando del Monumento a la Revolución a la Plaza de la Constitución de la Ciudad de México, donde reside el poder ejecutivo. Anterior a la manifestación, el gobierno de la Ciudad de México protegió los monumentos históricos de la ruta planeada para la marcha, debido a los actos vandálicos registrados en movimientos anteriores similares.
Durante el desarrollo de la manifestación se registró un afluencia de alrededor de 80 mil personas, además de disturbios, destrozos y pintas, por parte de personas cubiertas del rostro, calificados como infiltrados, que entre los diversos incidentes causaron; la destrucción un camión de bomberos, un intento de incendio en la entrada de un edificio particular, un enfrentamiento contra policías, un enfrentamiento contra un grupo de manifestantes neonazis y antiaborto en la Catedral Metropolitana de la Ciudad de México, el uso de explosivos en el Palacio Nacional de México que hirió a parte de los manifestantes, un intento de robo a una tienda departamental. y la agresión al periodista Juan Manuel Jiménez, conductor y reportero de ADN 40, un canal propiedad de TV Azteca, lo cual le causó una lesión en el pómulo 
En los estados de Guerrero, Yucatán, Oaxaca, Zacatecas, Veracruz, San Luis Potosí, Puebla, Sinaloa, Chiapas y Nuevo León se registraron otras marchas.

### 9 de marzo
De manera Durante el paro nacional se cuantificó una participación en torno a 22 millones de mujeres y se reportaron pérdidas económicas superiores a las estimadas.

## Efecto

Comportamiento del precio de las acciones de la Bolsa Mexicana de Valores de febrero a marzo de 2020.

Valor del Dólar americano (USD) con respecto al Peso mexicano (MXN) de febrero a marzo de 2020.

### Economía

#### Antecedentes
Desde 2020 se fueron registrado retrocesos en la economía mundial, provocadas principalmente por la pandemia de COVID-19, la cual hasta esas fechas provocó pérdidas por un costo de alrededor de 50 mil millones de dólares a nivel global. Otro factor que afectó a la economía mundial fue la disminución de hasta el 20% en los precios del petróleo, provocado por una ruptura comercial de Arabia Saudita con la Organización de Países Exportadores de Petróleo (OPEP), que además causó la disminución de las bolsas de valores y sistemas monetarios de varios países.
La economía de México se hallaba en receso hasta esas fechas por la ratificación del T-MEC, lo que ha provocó un crecimiento anual del 0.1% del PIB, posterior a que el presidente de los Estados Unidos, Donald Trump, haya amagado con imponer aranceles a todas las exportaciones mexicanas por la situación de los migrantes en dicho país.

#### Cálculos previos
Hasta 2020, se estima que el valor del trabajo de las mujeres en México es cerca de 1.780 millones de dólares. Acorde al INEGI, las mujeres representan un poco más de la mitad de la población en México, sin embargo su participación económica es en torno al 37% del PIB nacional, debido a que alrededor del 45% de la población representada por mujeres trabaja contra el 73% representado por hombres. Conforme a lo laboral, las mujeres con las mismas condiciones de empleo y educación en México, ganan un 34% menos en comparación con los hombres y solo ocupan un 37% de los puestos administrativos en empresas y gobierno.
Anticipado a las protestas, el Instituto para el Desarrollo Industrial y el Crecimiento Económico de México comentó que grupos financieros y empresariales calcularon una pérdida aproximada de hasta un millón 800 mil dólares y una caída en torno a una décima del Producto interno bruto (PIB) de México. La institución financiera BBVA anticipó una pérdida de alrededor de 1.655 mil millones de dólares, dónde $1.111 mil millones corresponden a actividades remuneradas y USD $544 millones a trabajos no formales. El grupo financiero Citi cuantificó hasta 2.084 mil millones de dólares, lo que equivale al 50.07% de la economía generada en un día en México. De acuerdo a análisis, los sectores más afectados por las protestas serían los servicios de educación, salud y asistencia, los cuales son representados por un 65% de mujeres, mientras que en el ámbito de los consumidores, los sectores más amenazados son el alimenticio, donde las mujeres representan hasta un 80% de su comercio, además del médico y estético, donde representan un 55% del mercado. Según la institución financiera Intercam, el paro de mujeres podría tener un impacto en el 39.9% del producto interno bruto de México, alrededor de 1.059 millones de dólares.

#### Registros
El 8 de marzo, el peso mexicano (MXN) tuvo una disminución del 8% con respecto al precio del dólar americano (USD), pasando de un promedio de 18.8 MXN en febrero de 2020 hasta 21.07 MXN el 9 de marzo, el nivel más alto registrado desde enero de 2017 en México, causado conjuntamente por la ruptura comercial de Arabia Saudita con la OPEP.
Según cifras del INEGI, tras el paro del 9 de marzo, los sectores económicos reportaron un desabasto de personal de hasta el 53% donde; el sector terciario registró un 49% de desaprovisionamiento y el primario un 38%. El 10 de marzo la Confederación de Cámaras Nacionales de Comercio, Servicios y Turismo de México (CONCANACO) cuantificó un impacto económico en torno a 1.200 millones de dólares en el sector de servicios económicos, un 15% superior a lo estimado, siendo la zona más afectada la Ciudad de México; la institución empresarial señaló que las mujeres representan alrededor del 40% de las actividades laborales en México, y que durante el paro nacional del 9 de marzo se registró una respuesta del orden de hasta el 70% en cuanto a negocios. Indicó además que; aunque los hombres se hayan presentado a laborar dicho día, diversas empresas tuvieron que cesar tempranamente sus actividades por falta de aprovisionamiento. De acuerdo Asociación Mexicana en Dirección de Recursos Humanos (AMEDIRH) la protesta ocasionó una pérdida económica aproximada a 1.490 millones de dólares y lo puso en comparación con el producto interno bruto generado en México por día que es en torno a 2,647 millones de dólares hasta principios de 2020.

## Galería

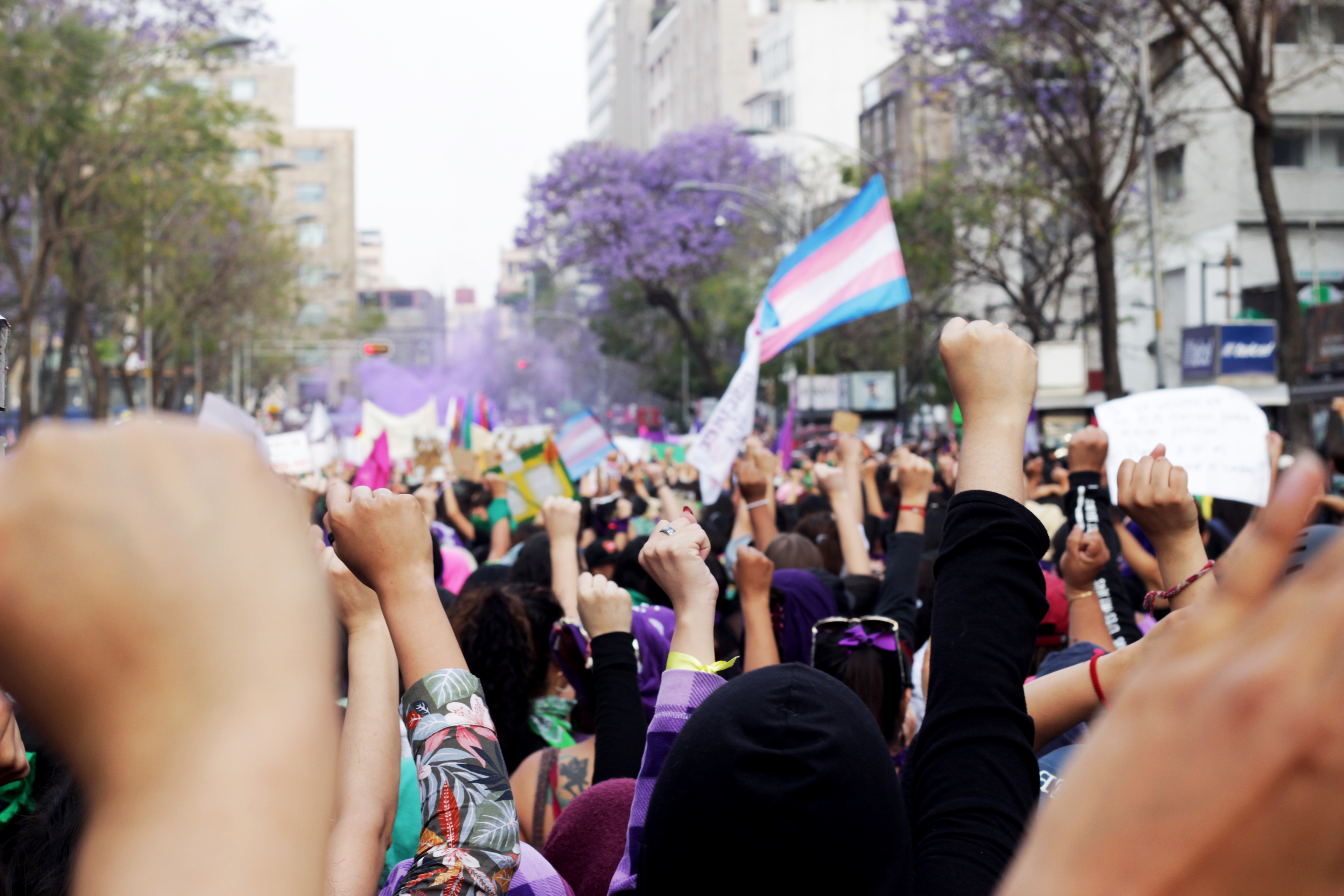
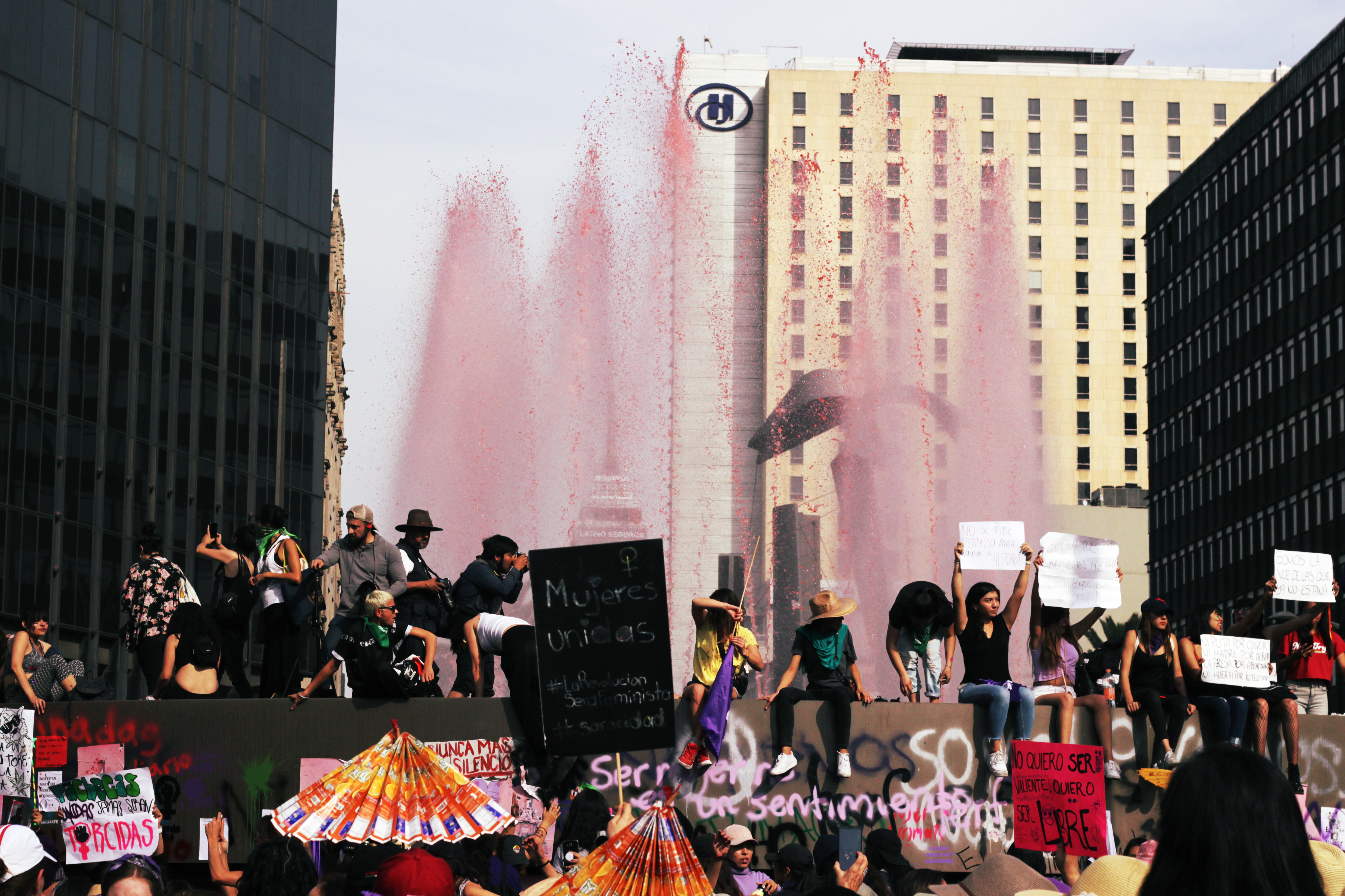
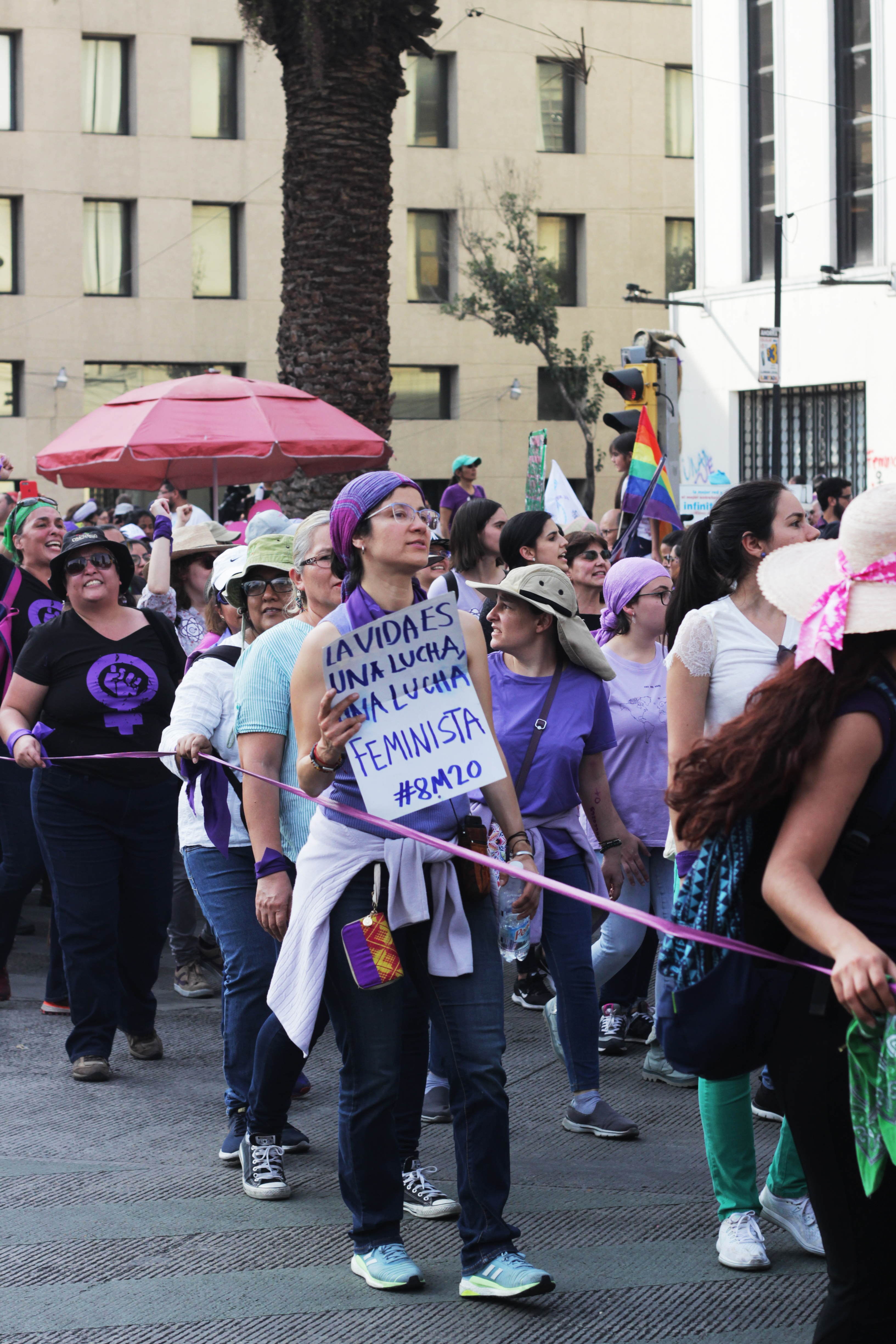
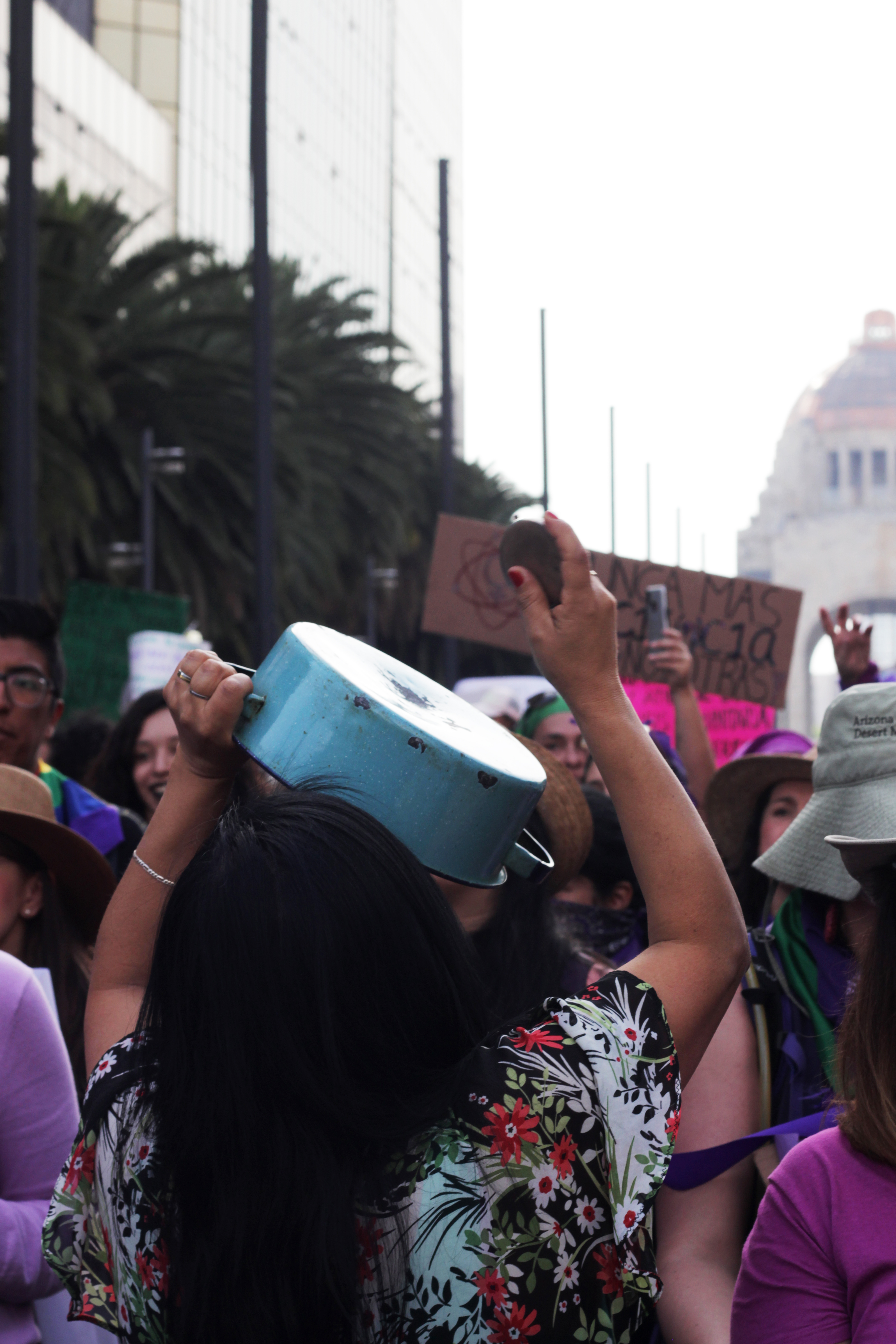
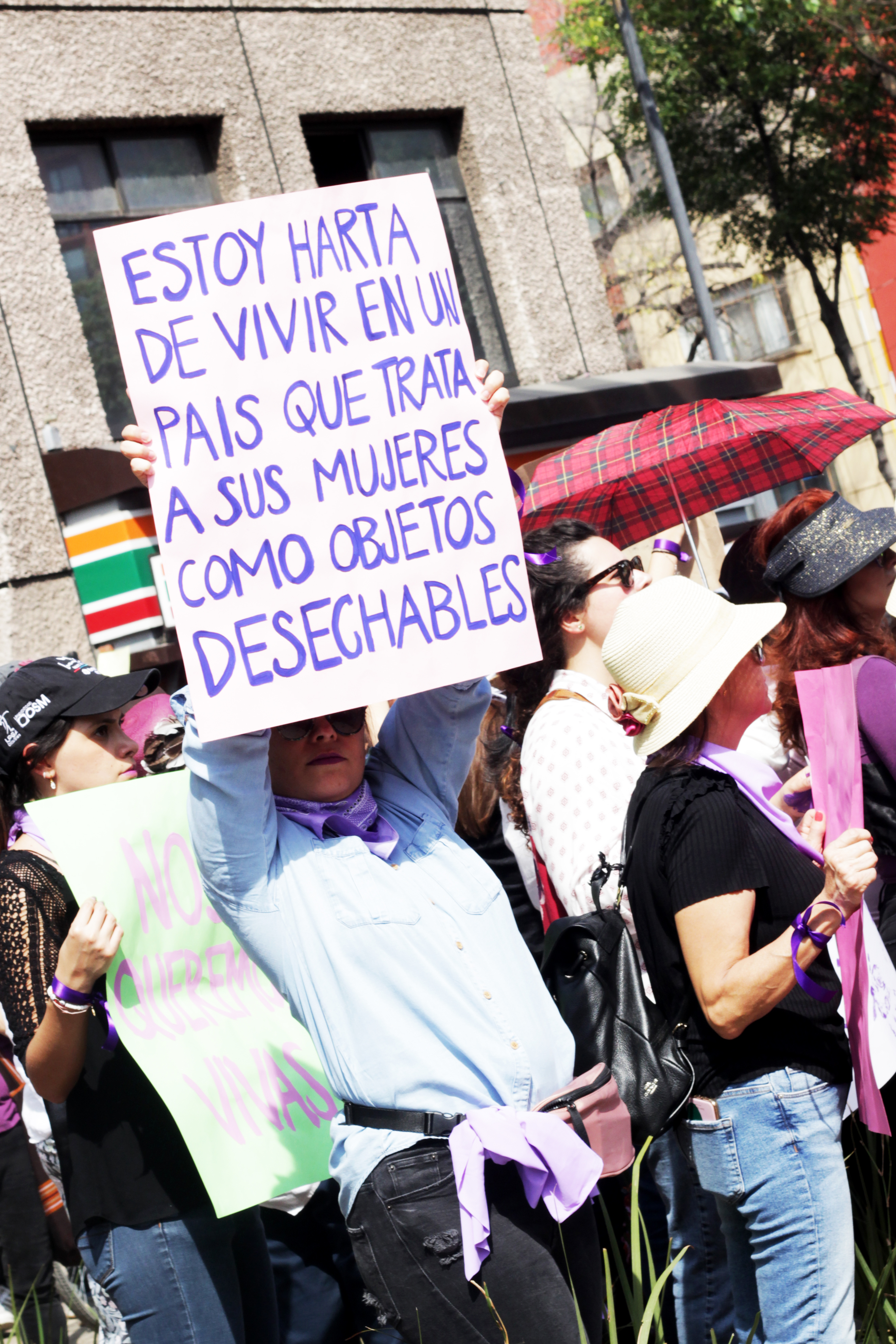
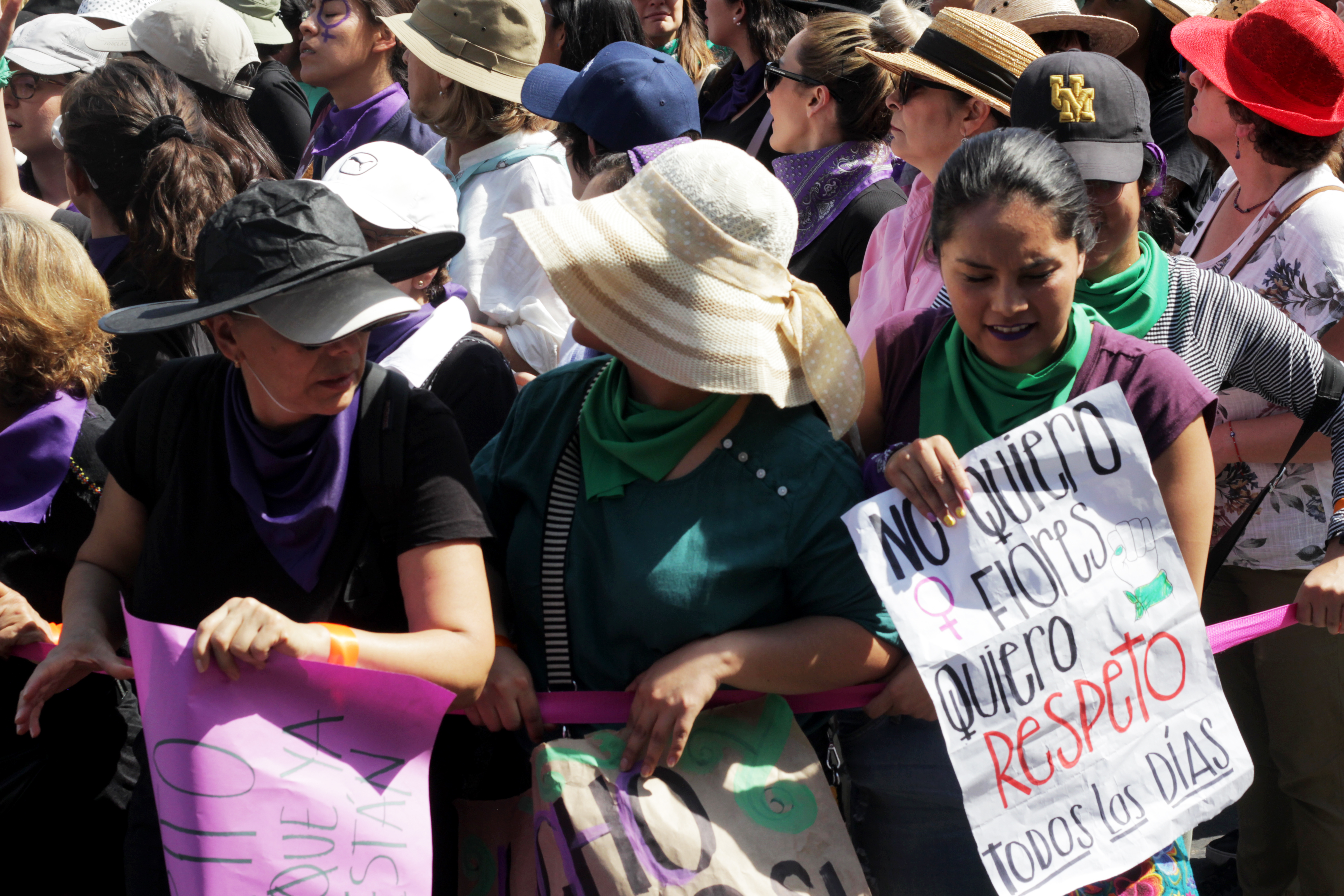
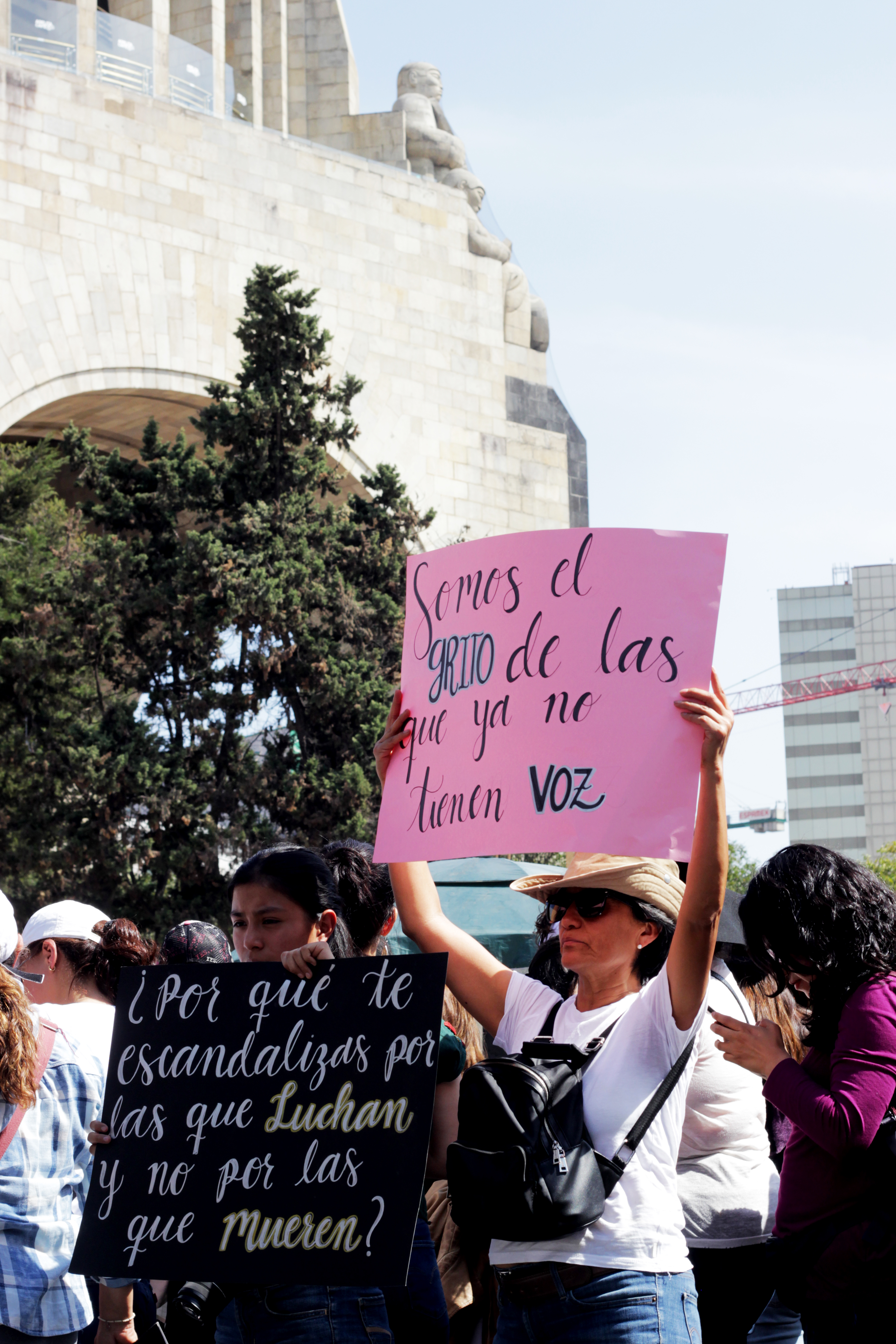
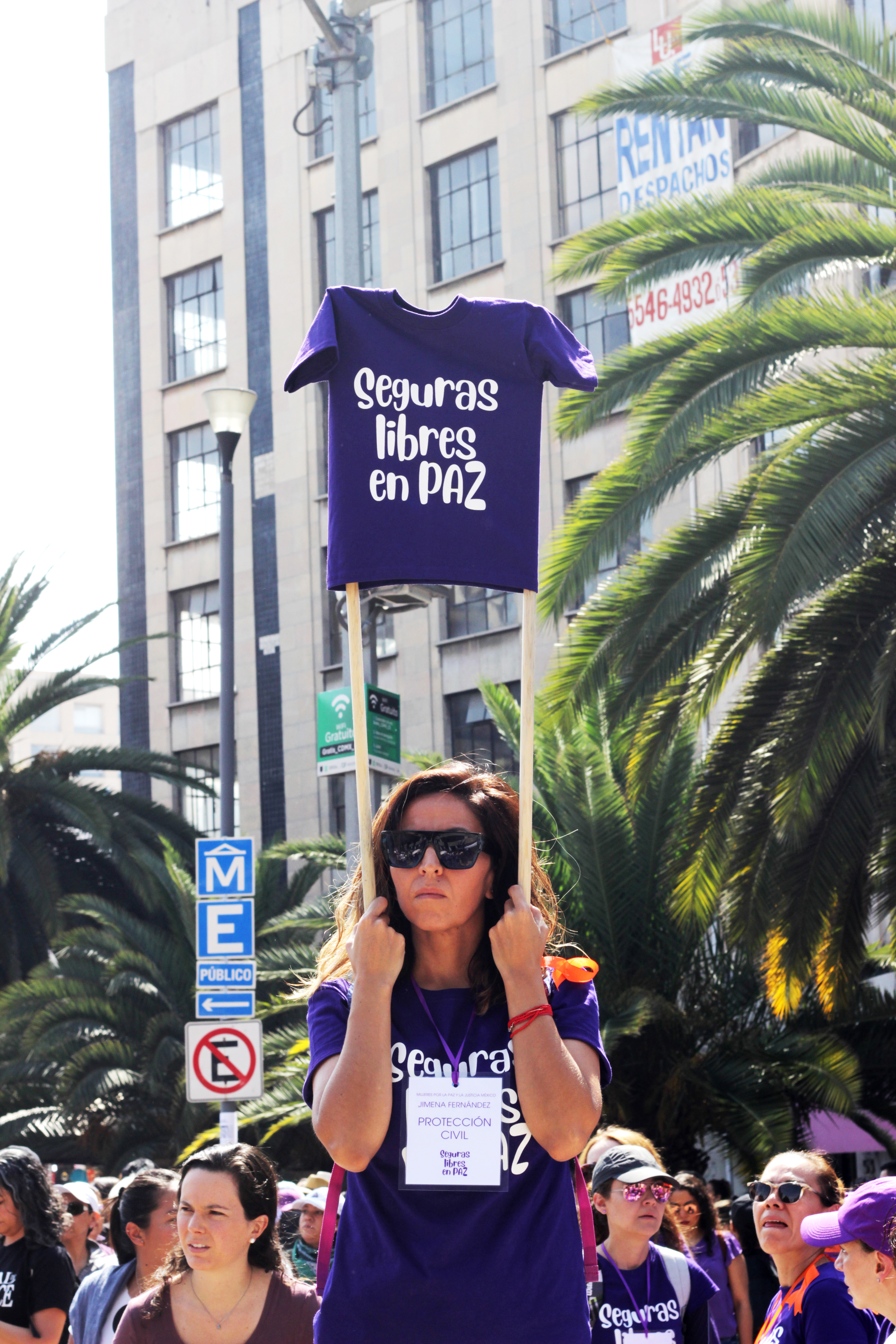
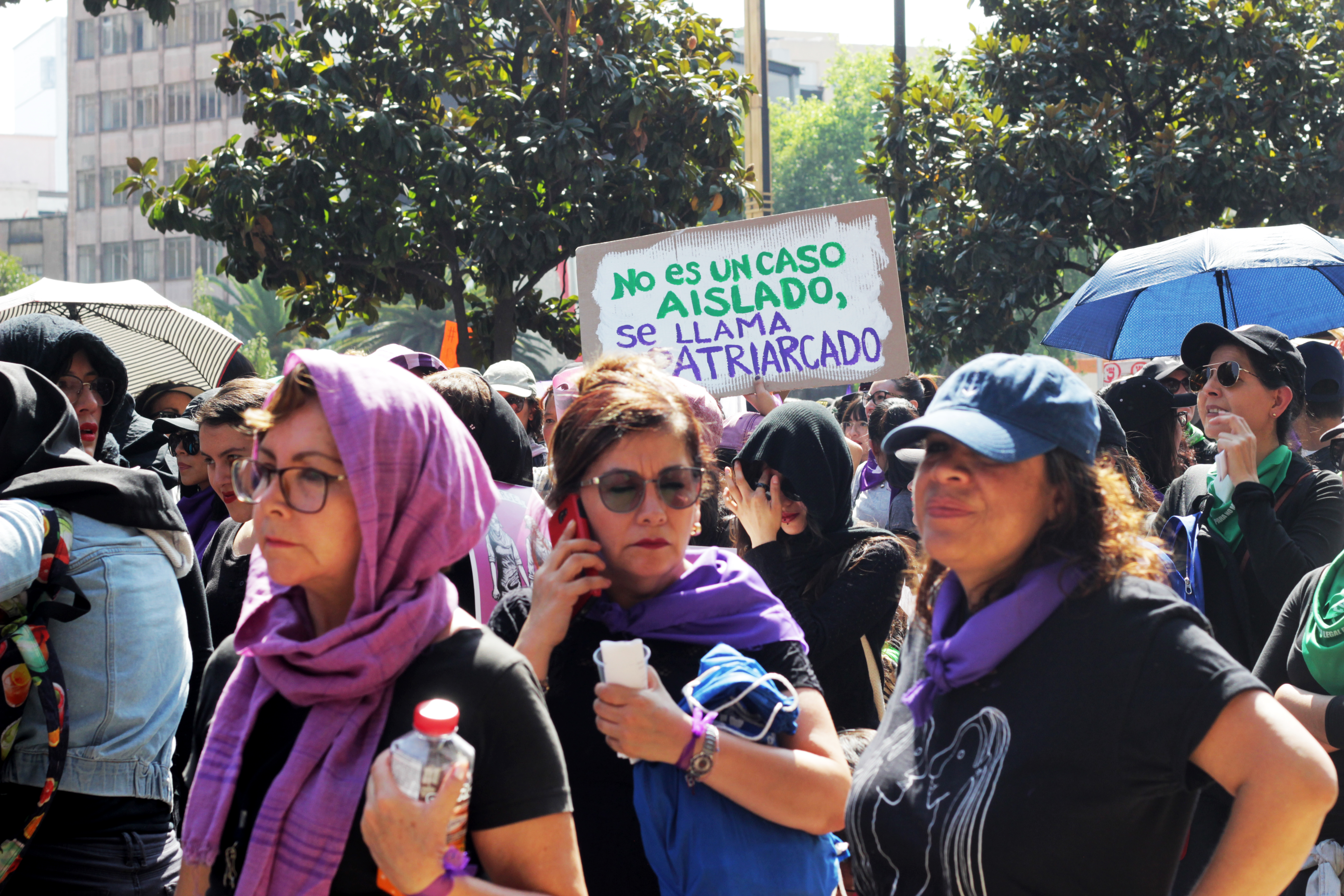
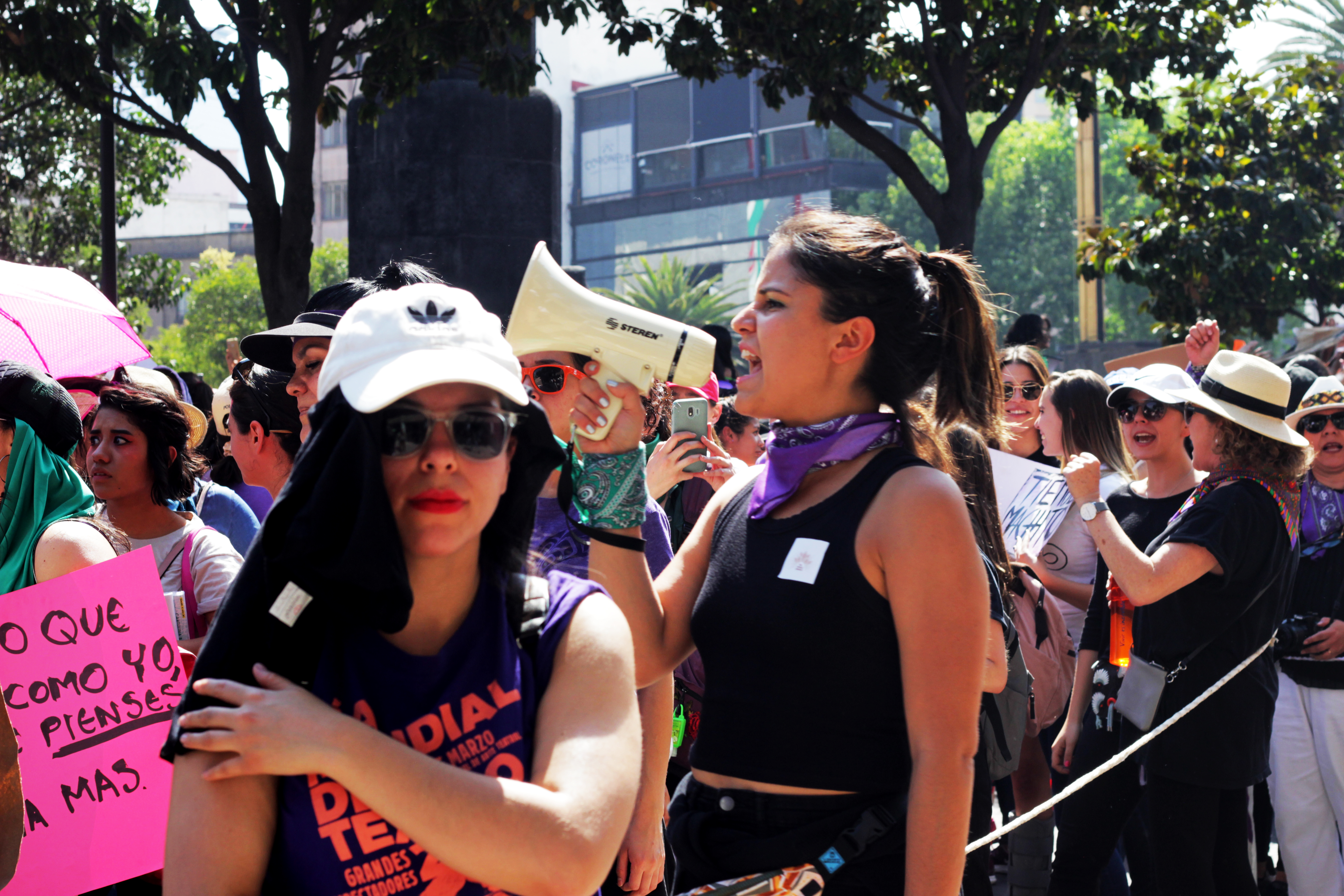
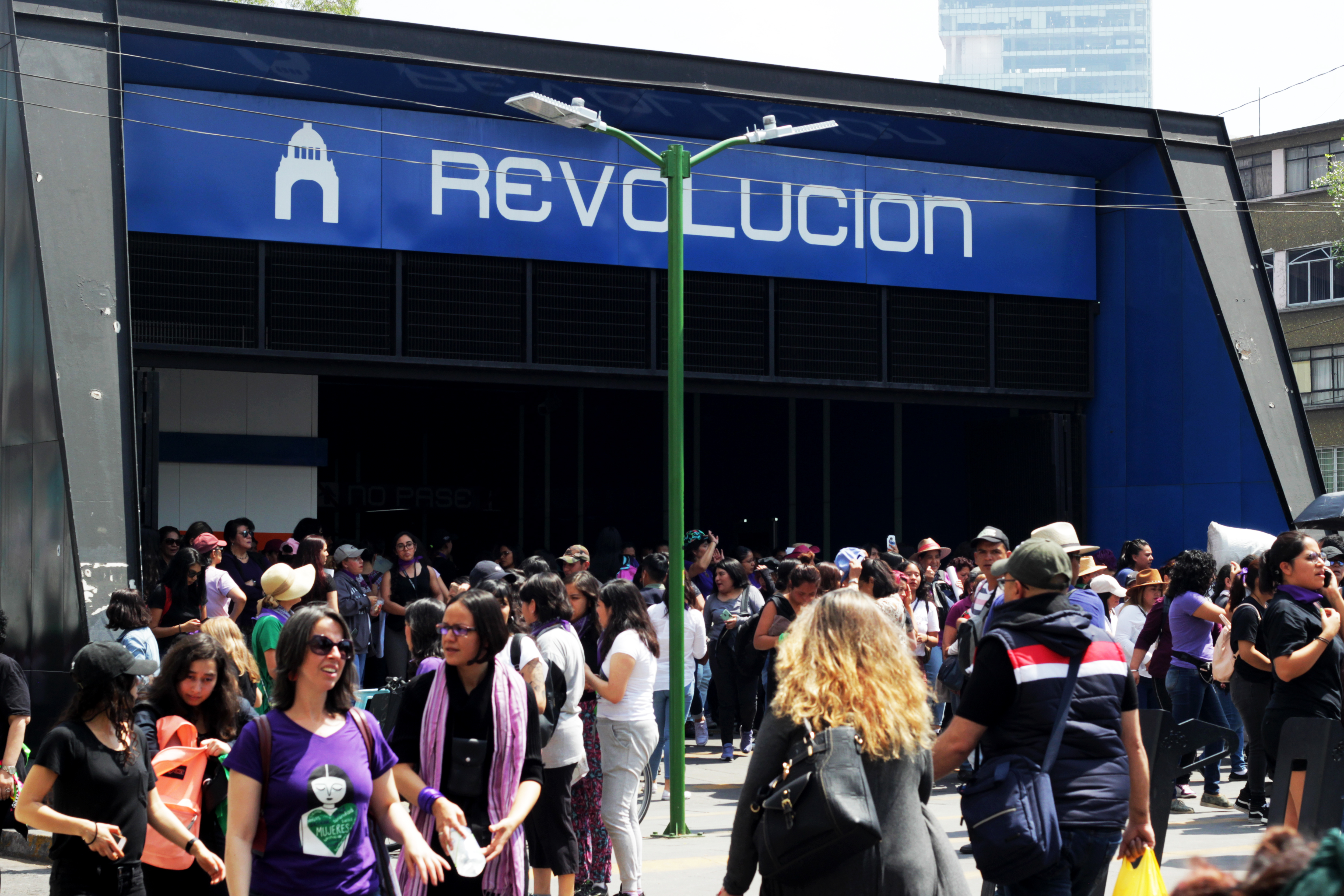
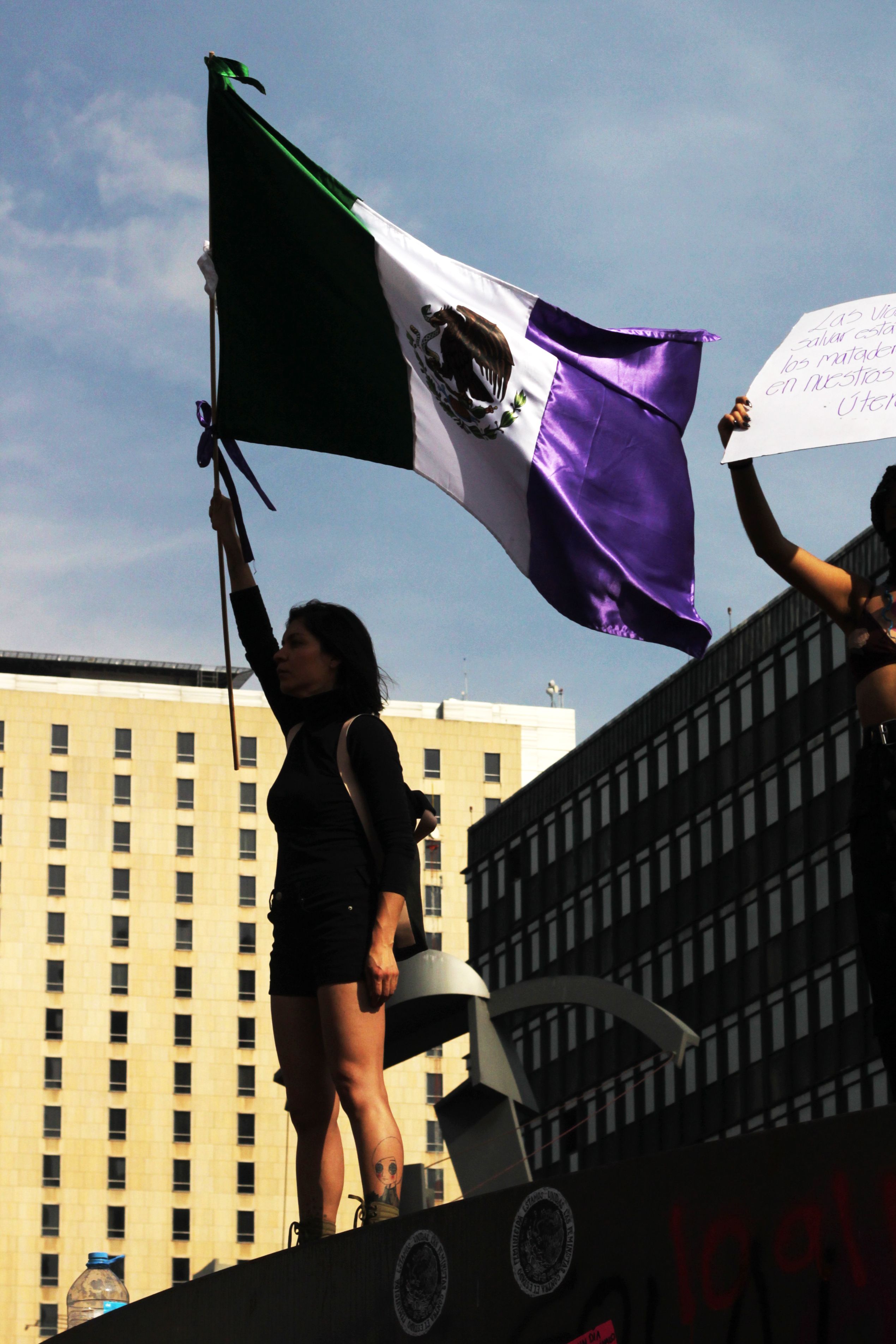
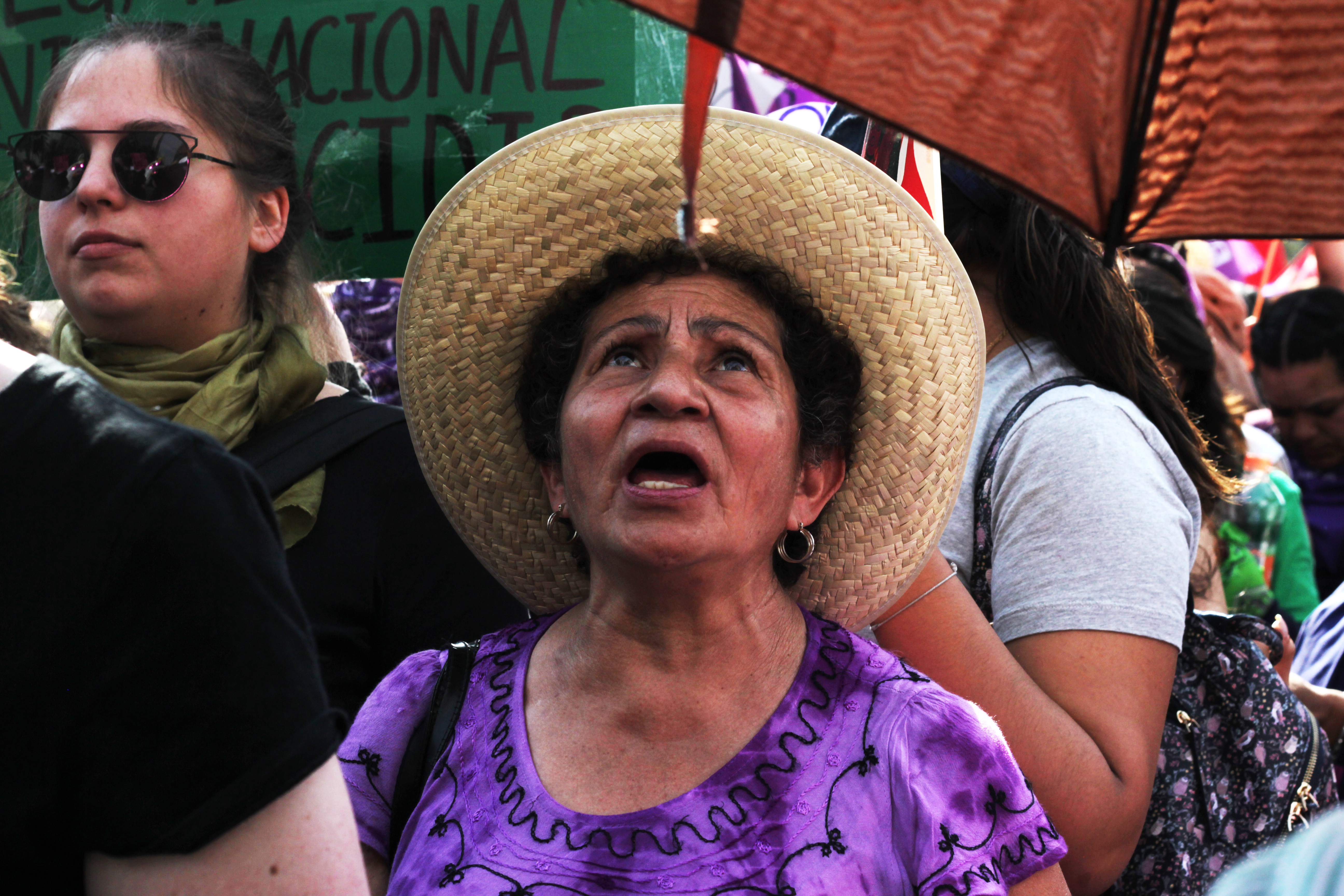
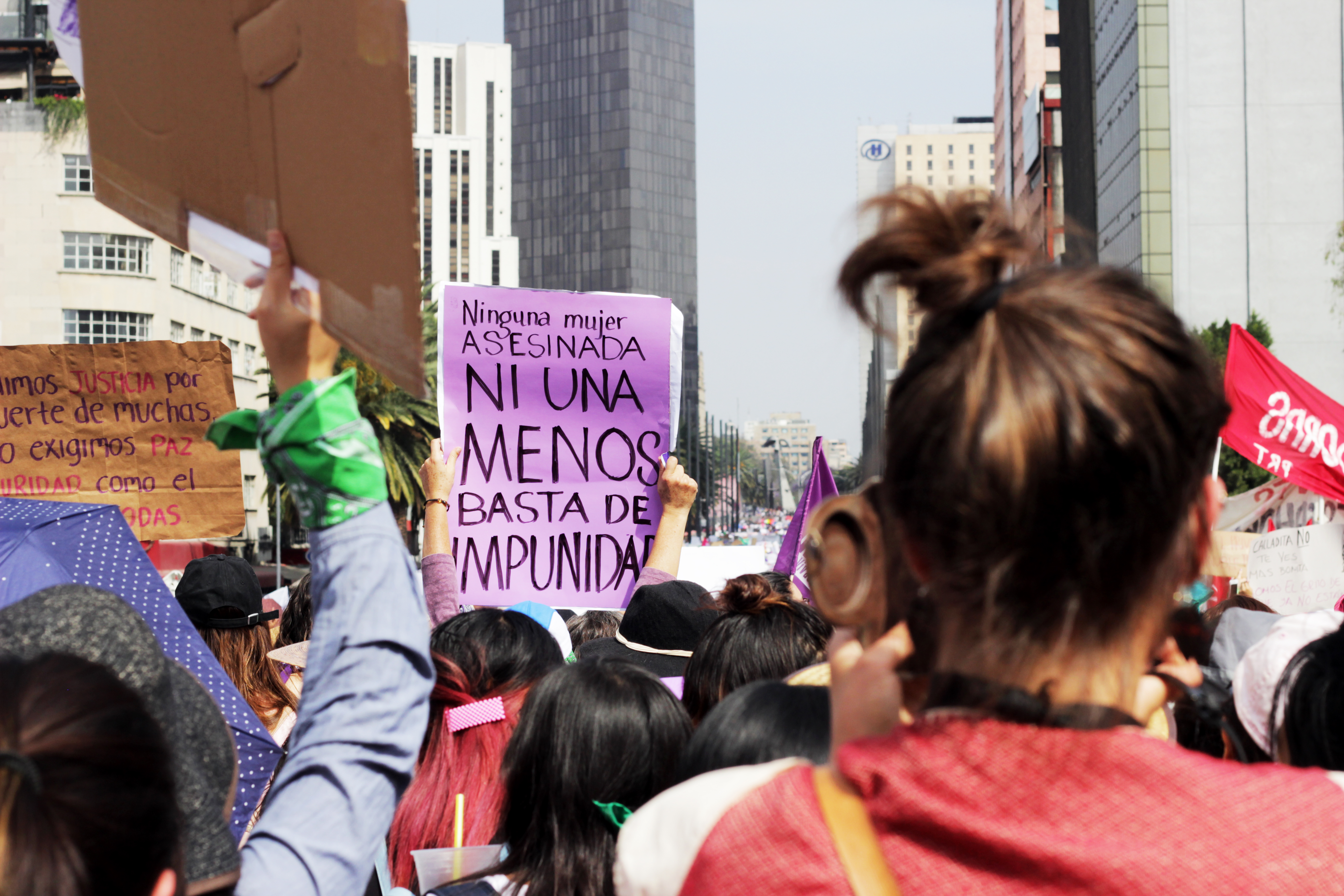
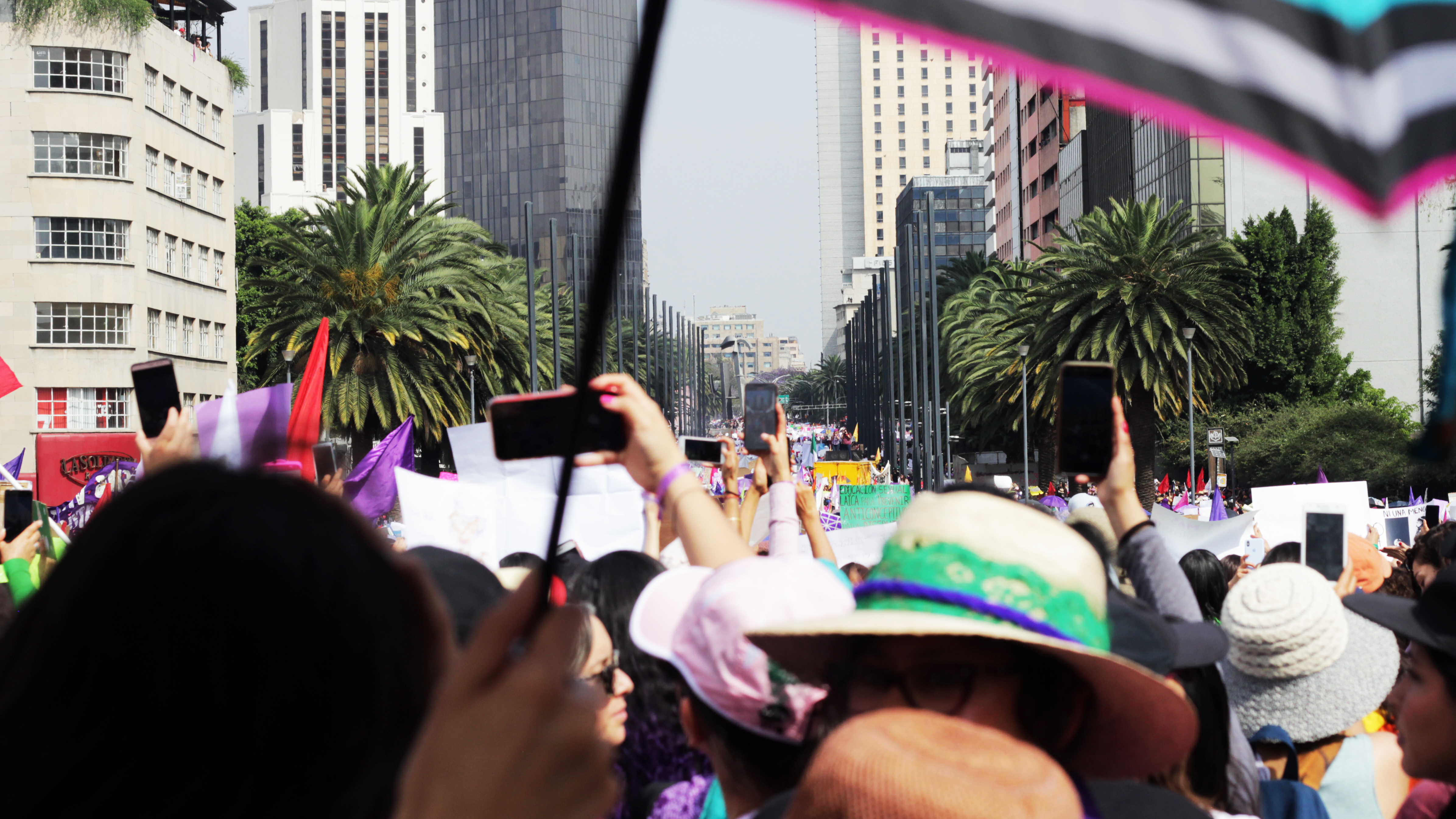
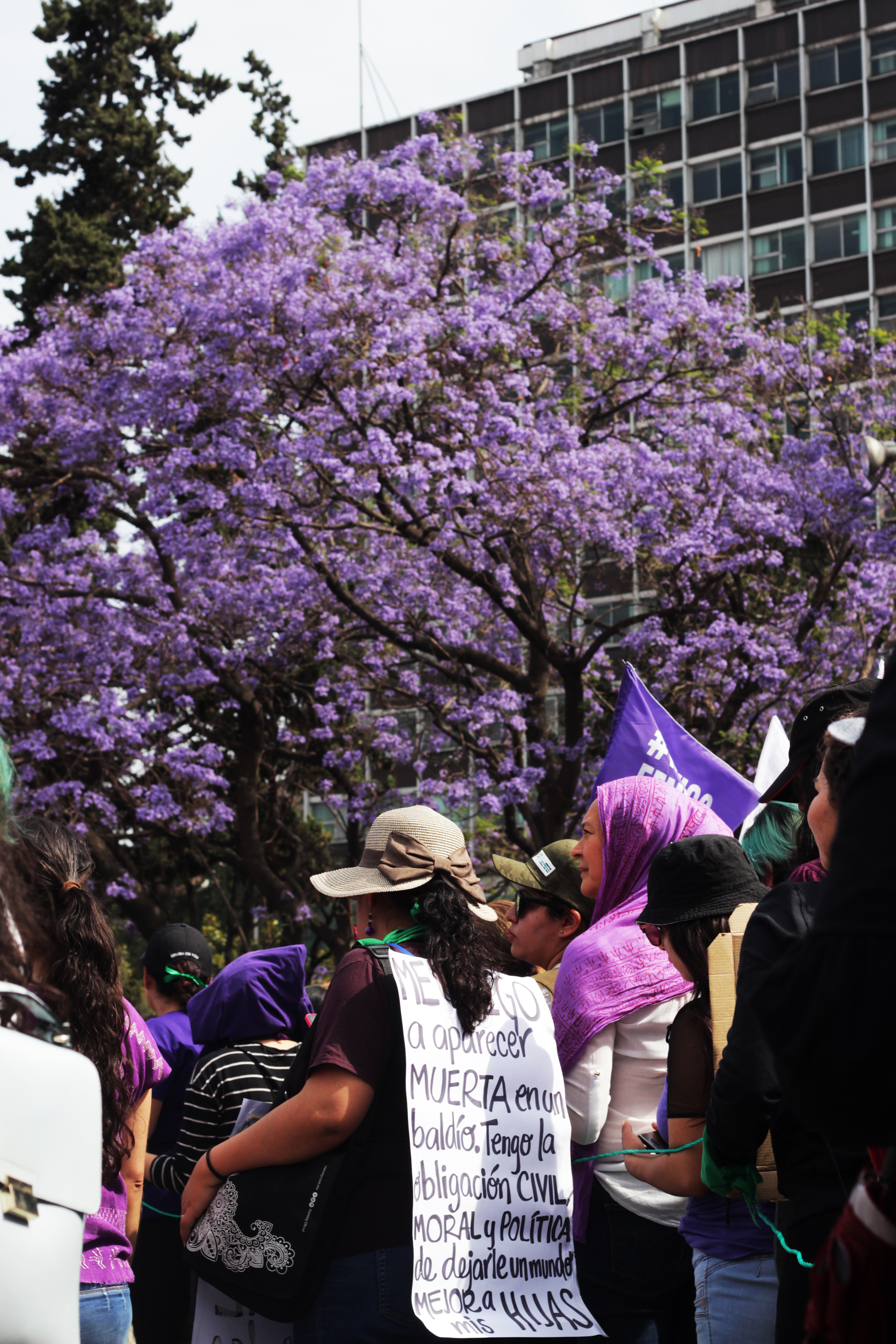
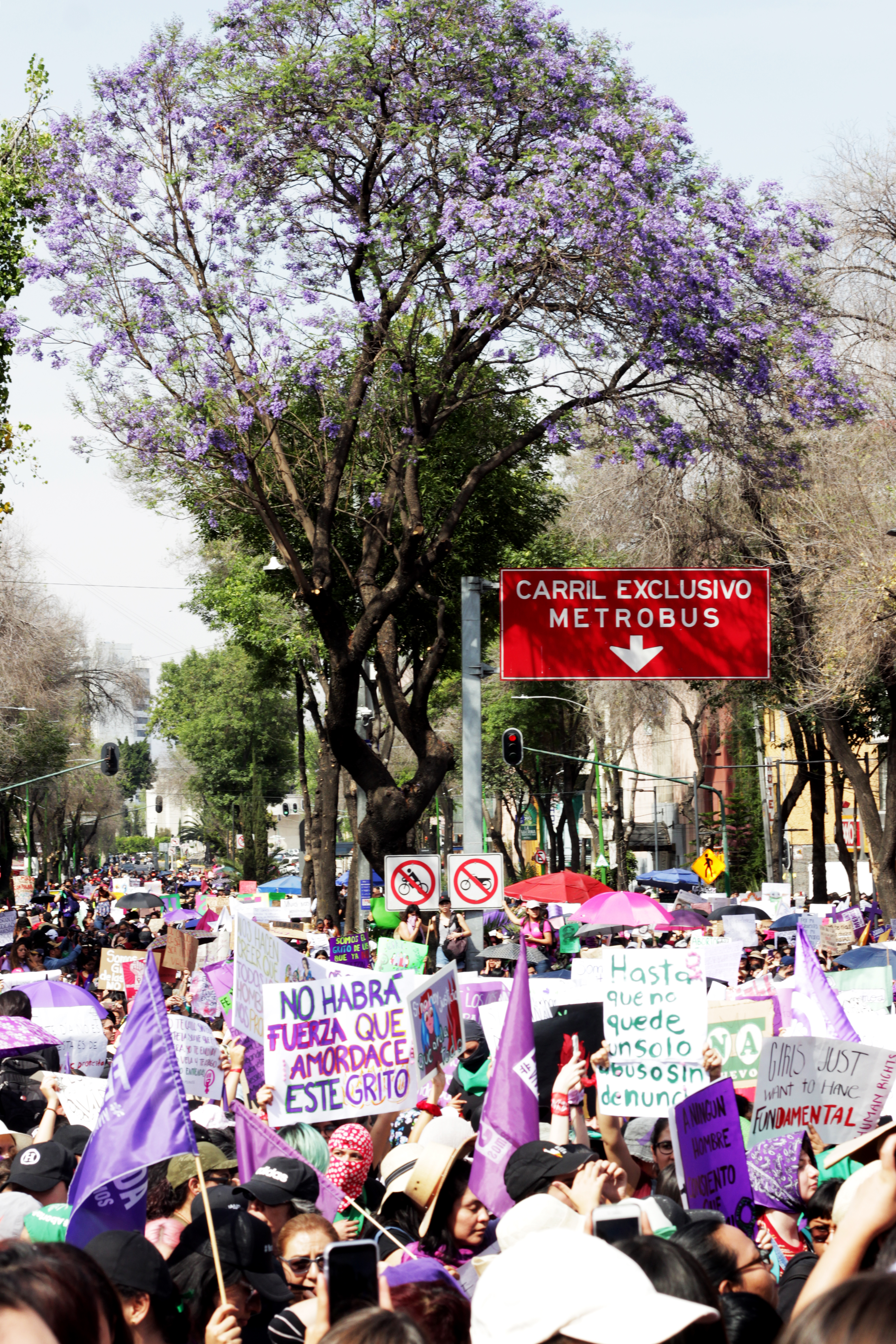
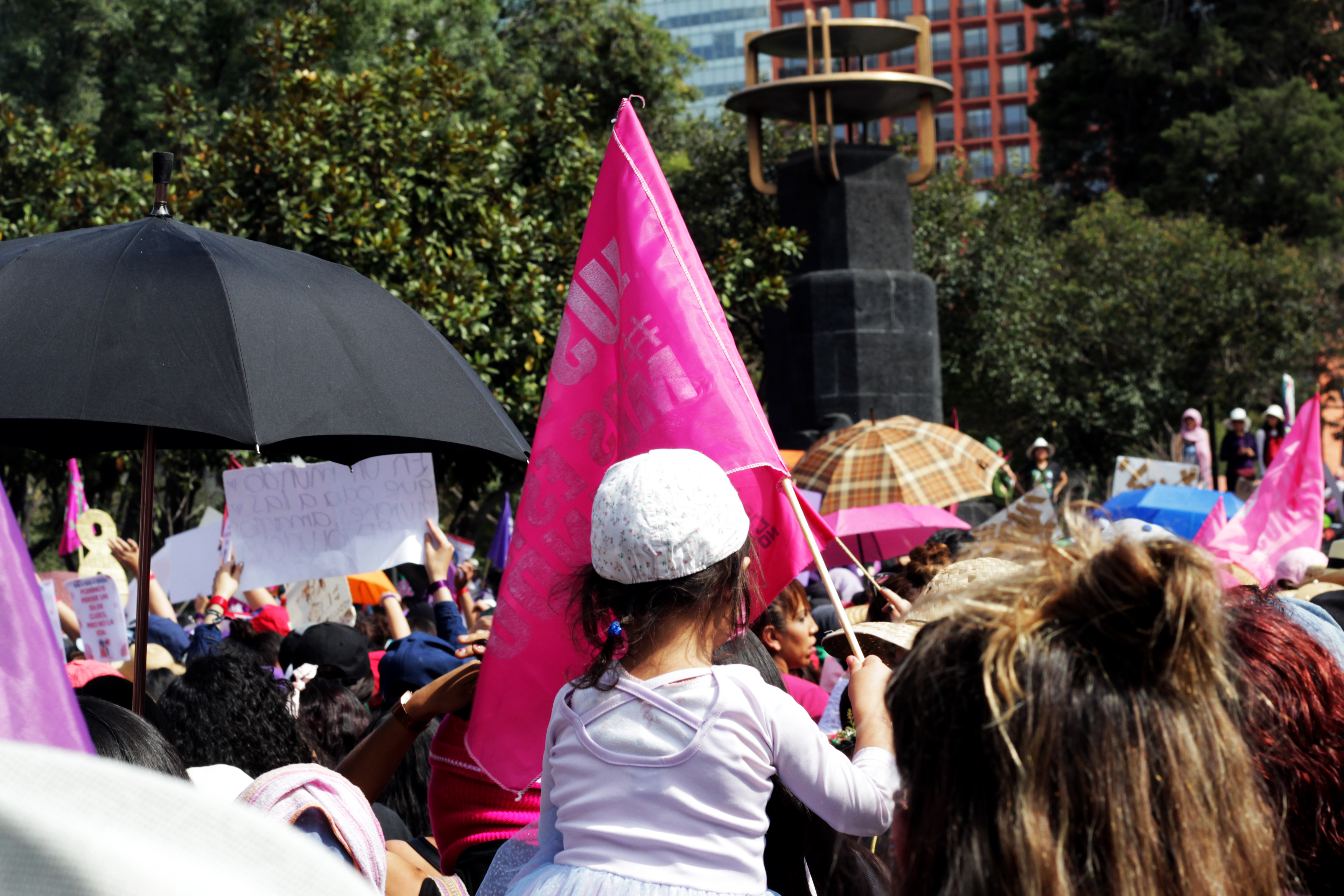
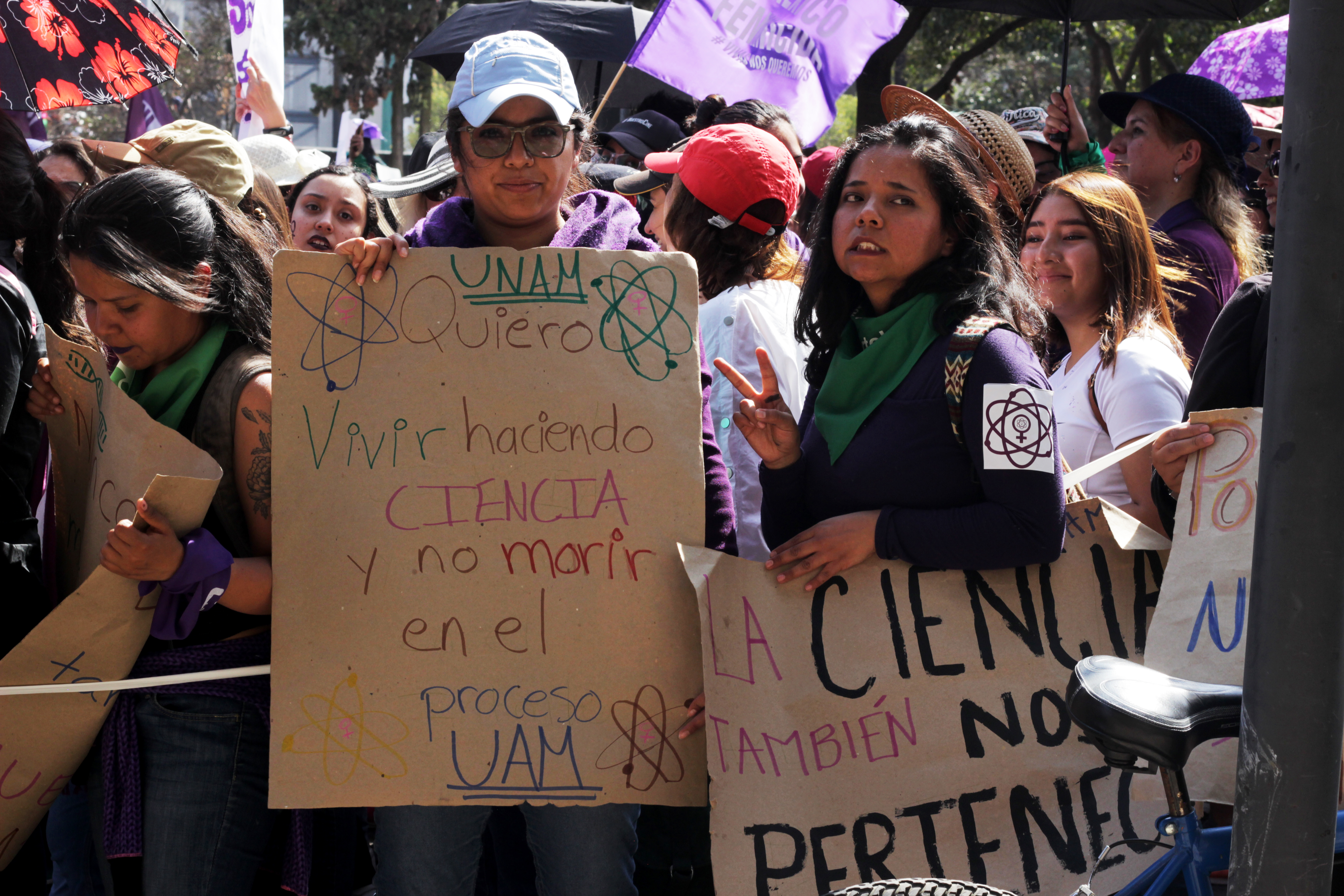
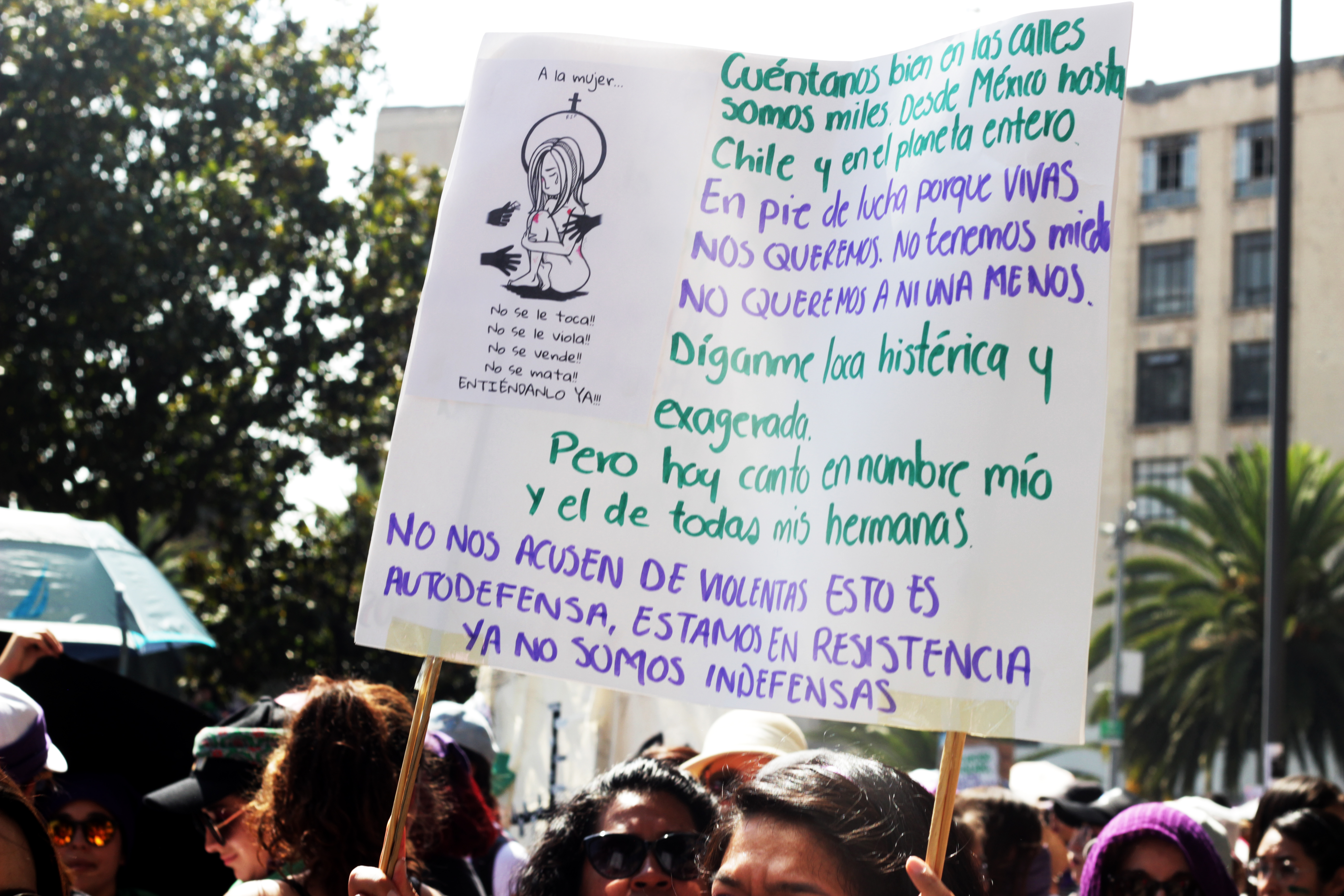
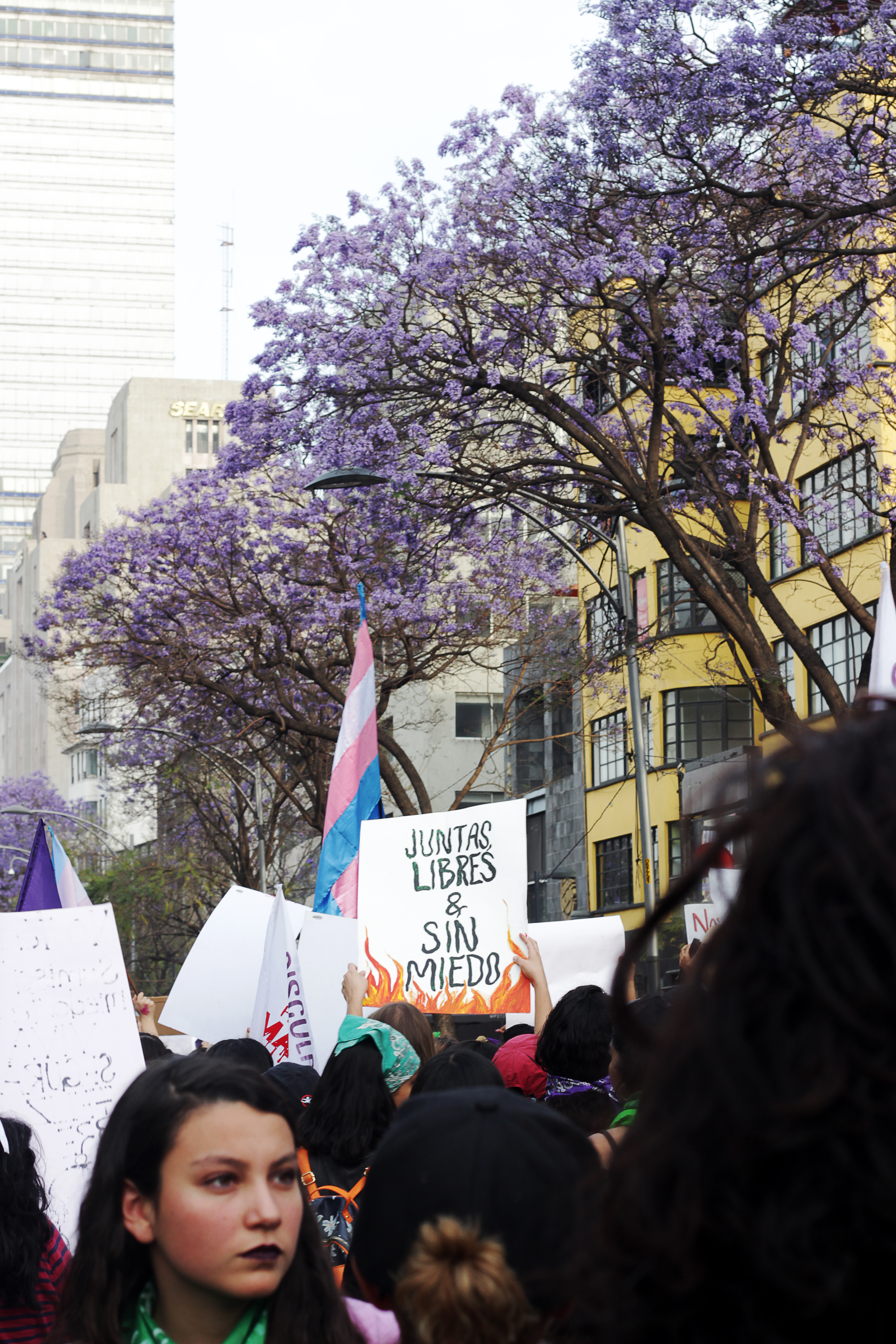
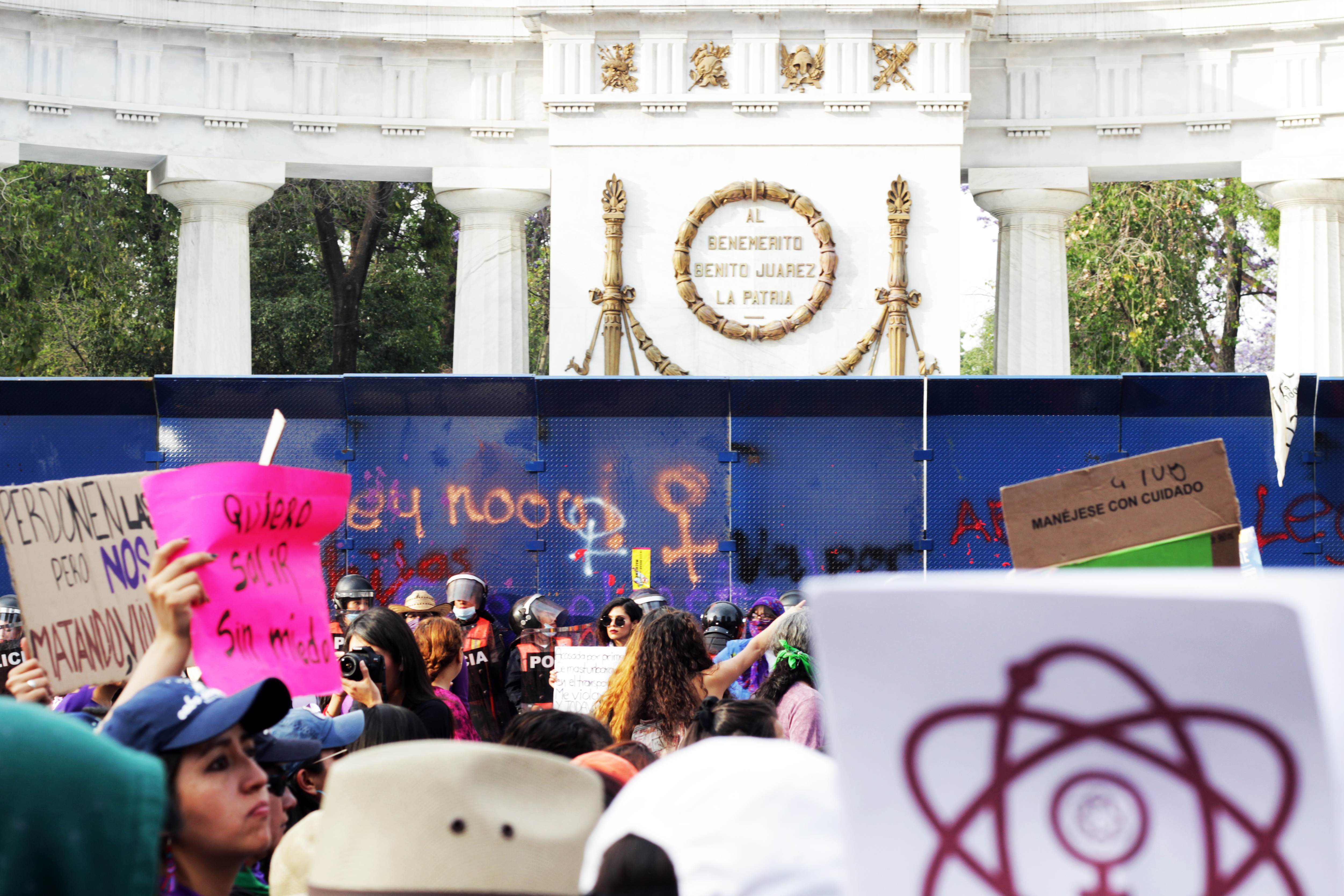
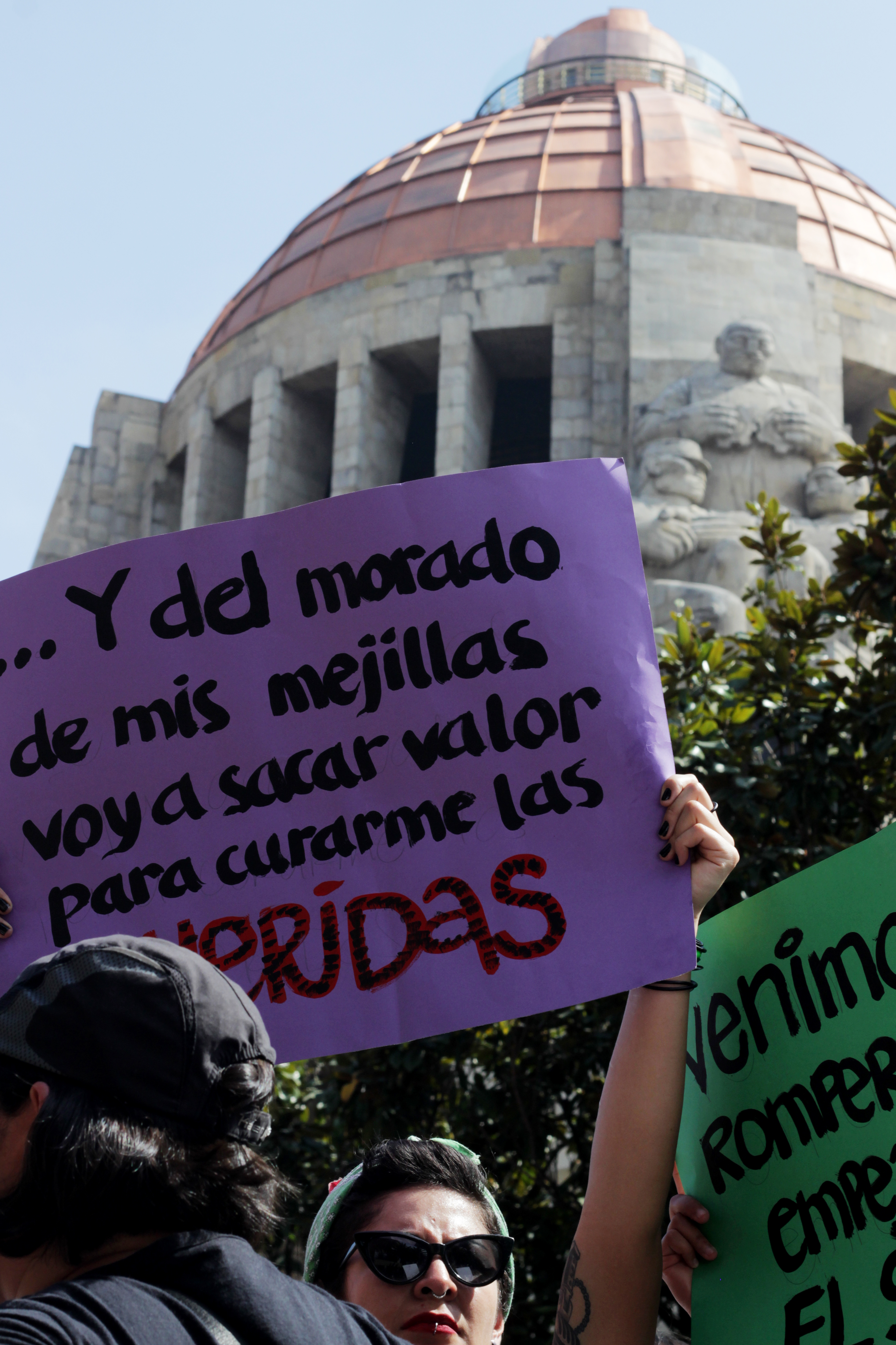
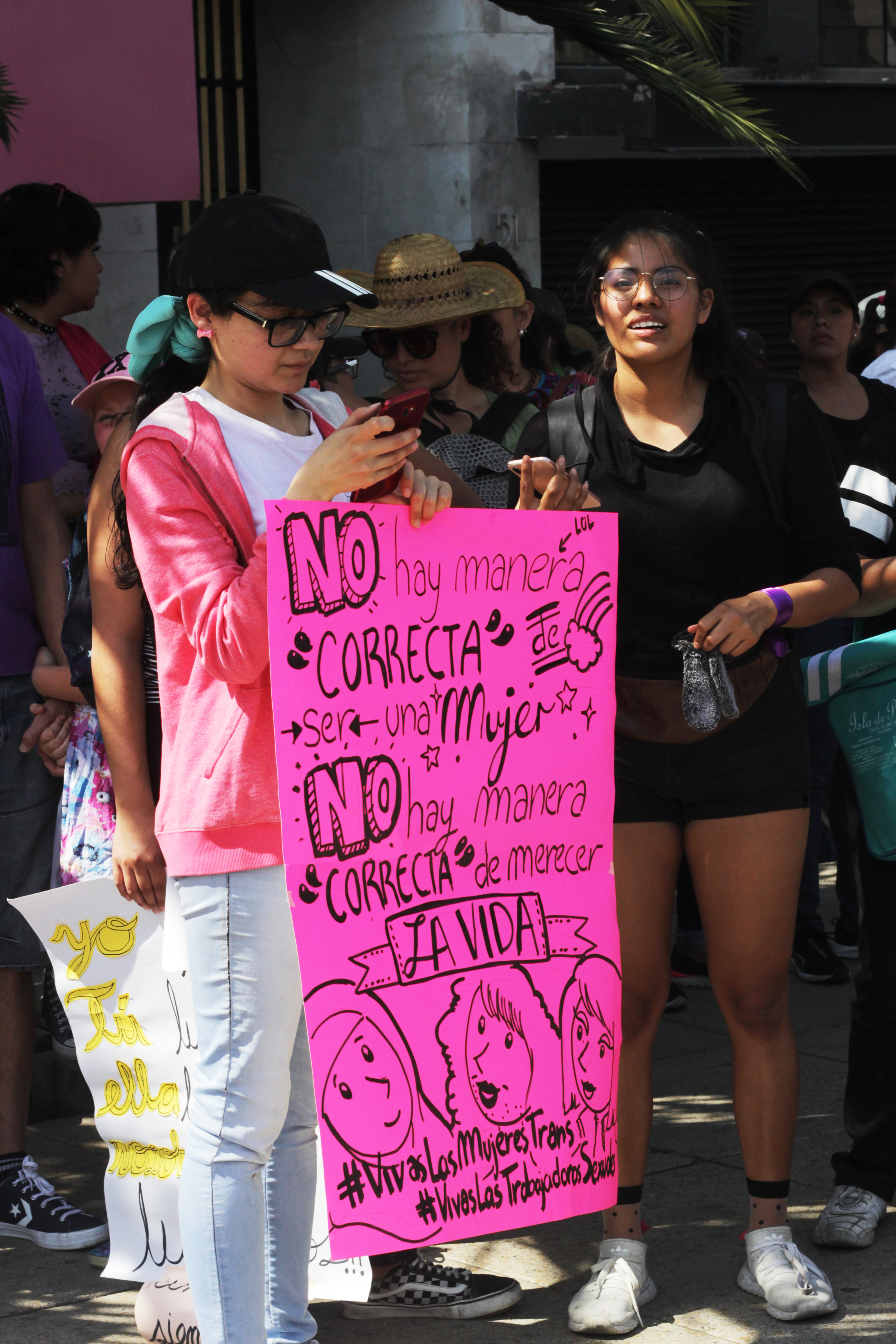
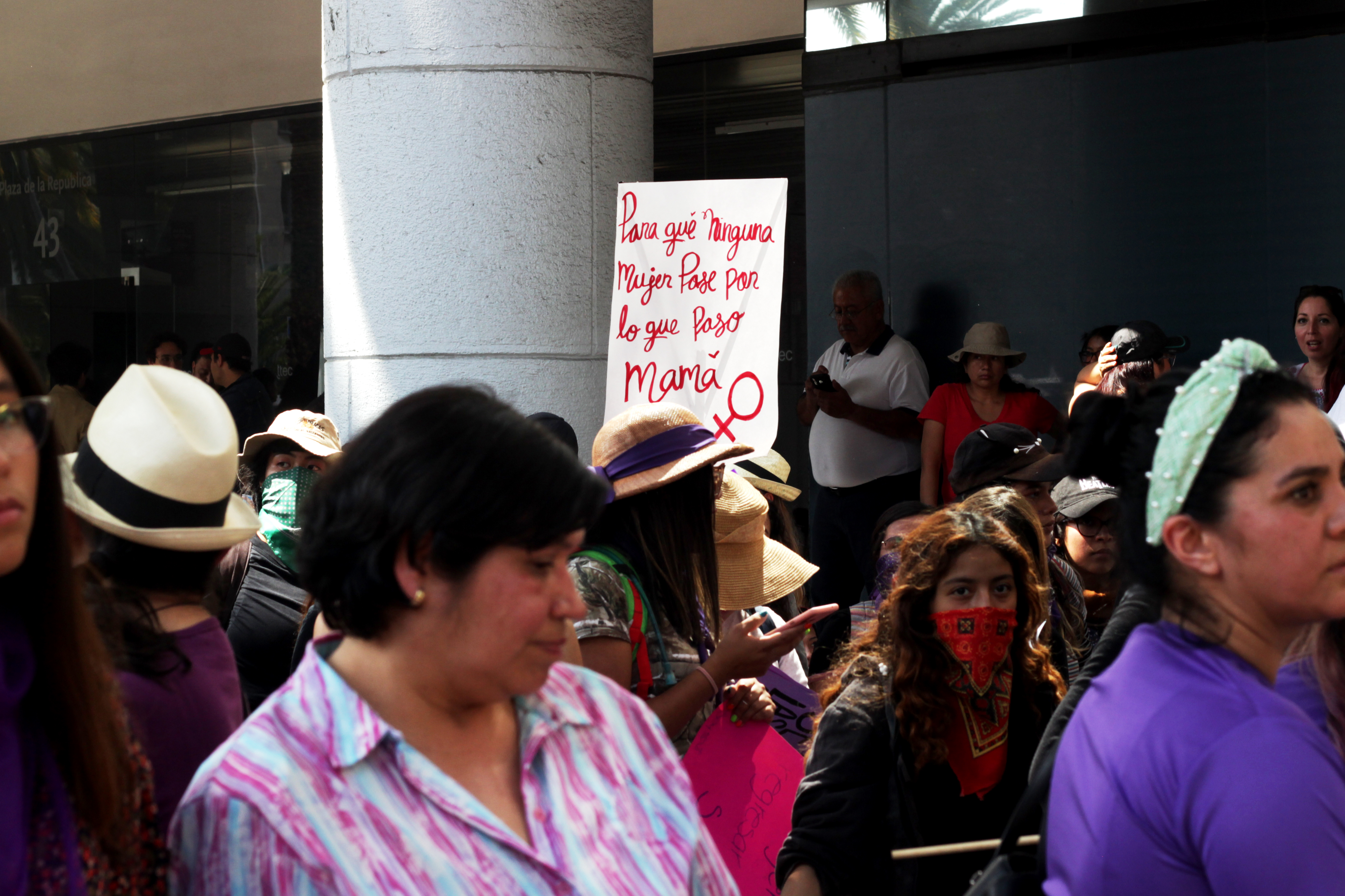
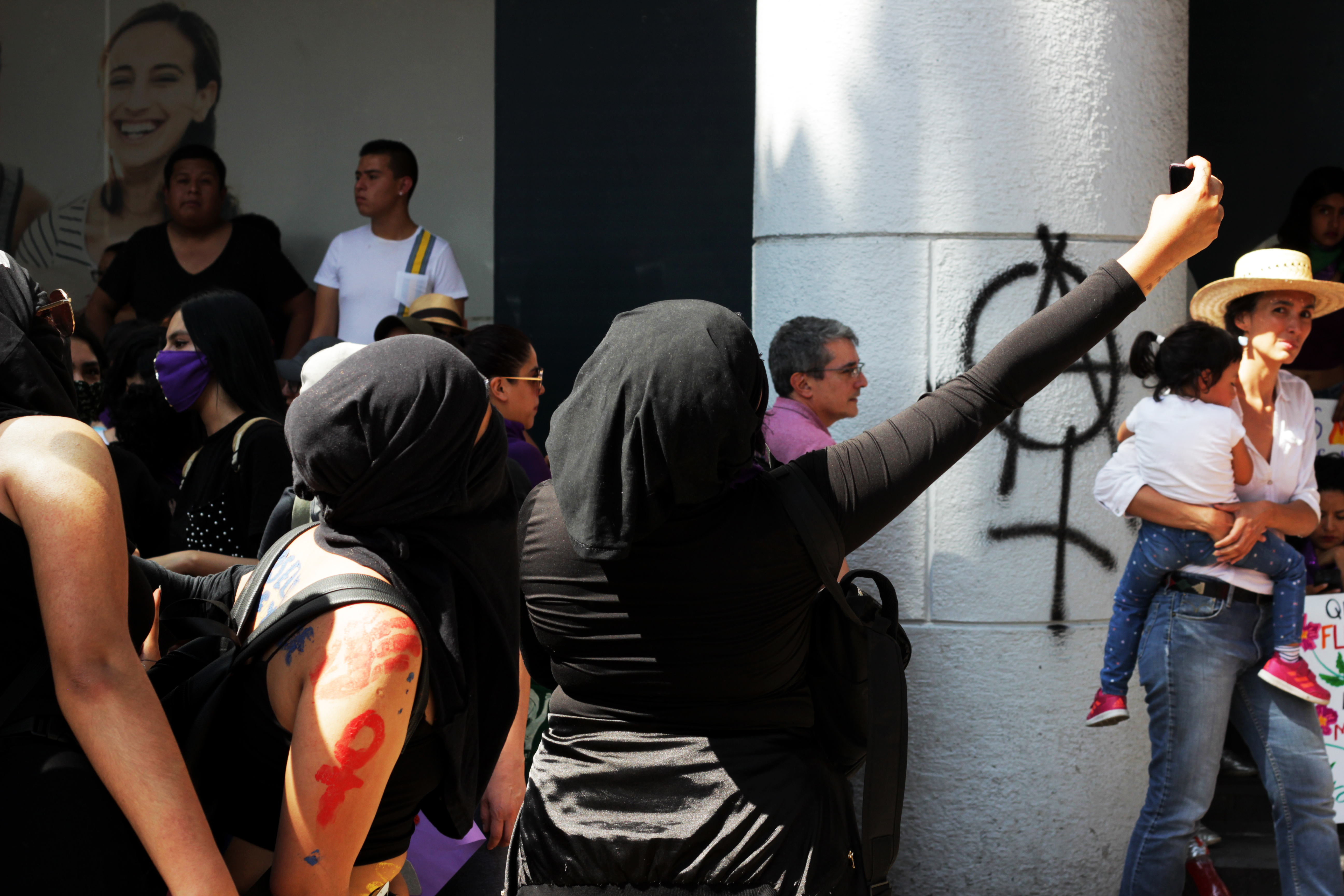
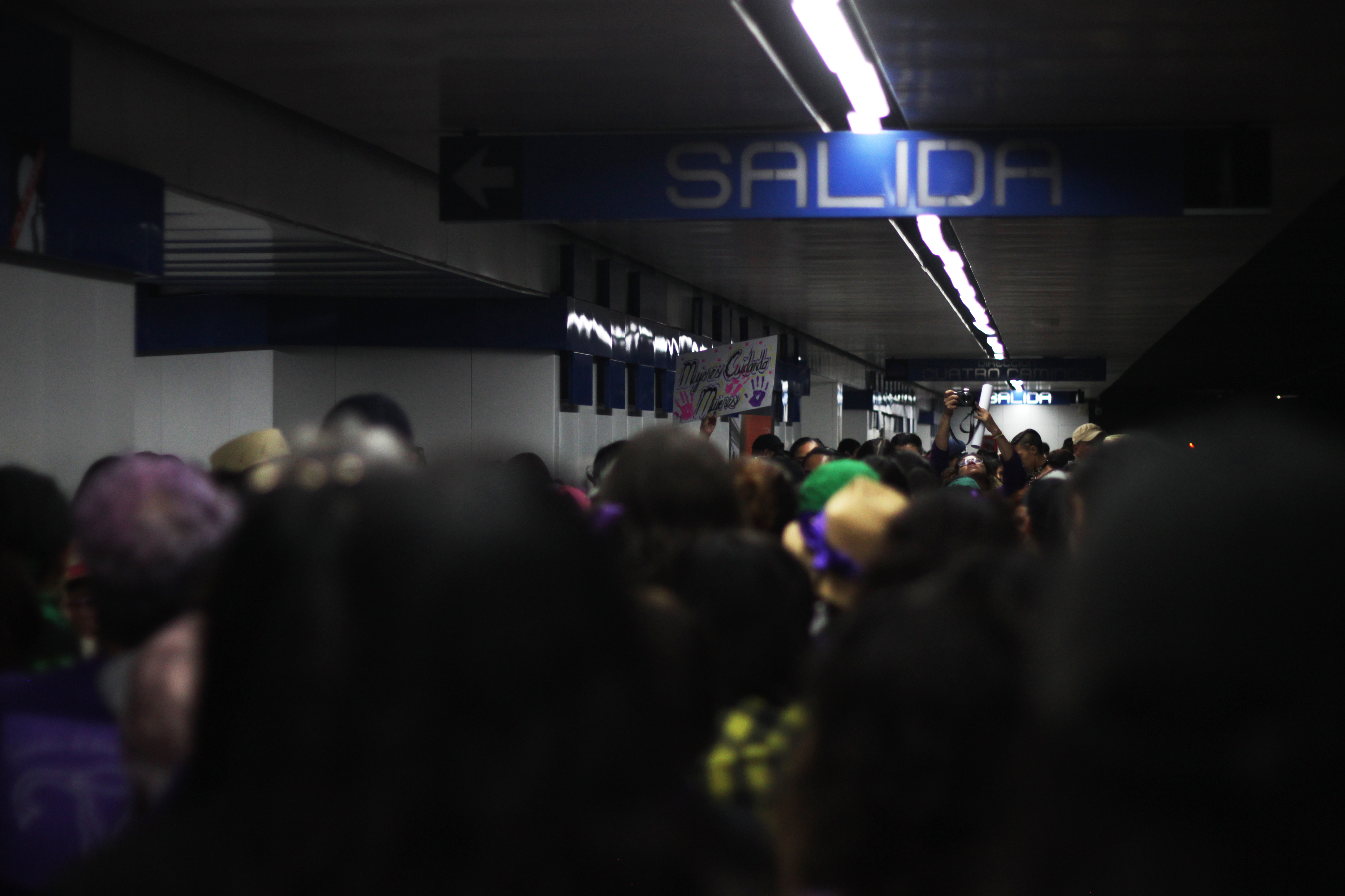